# Museo Regional de Guadalupe (Zacatecas)
El Museo de Guadalupe es un recinto de fomento a la cultura ubicado en el municipio de Guadalupe, a 7 km de la ciudad de Zacatecas. El inmueble fue construido originalmente para dar lugar al Colegio de Propaganda Fide de Nuestra Señora de Guadalupe de los Zacatecas. Posteriormente, fue usado como cuartel militar, asilo, vecindad, orfanato, y finalmente, el INAH se encargó de conformar todas sus áreas como museo en los años sesenta. El museo alberga una amplia colección de arte novohispano. Su acervo está compuesto por pintura, escultura, arte plumario y libros, entre otros materiales que datan de los siglos XVI al XIX.” El edificio del museo es reconocido por su estilo barroco.

## Antiguo Colegio Apostólico

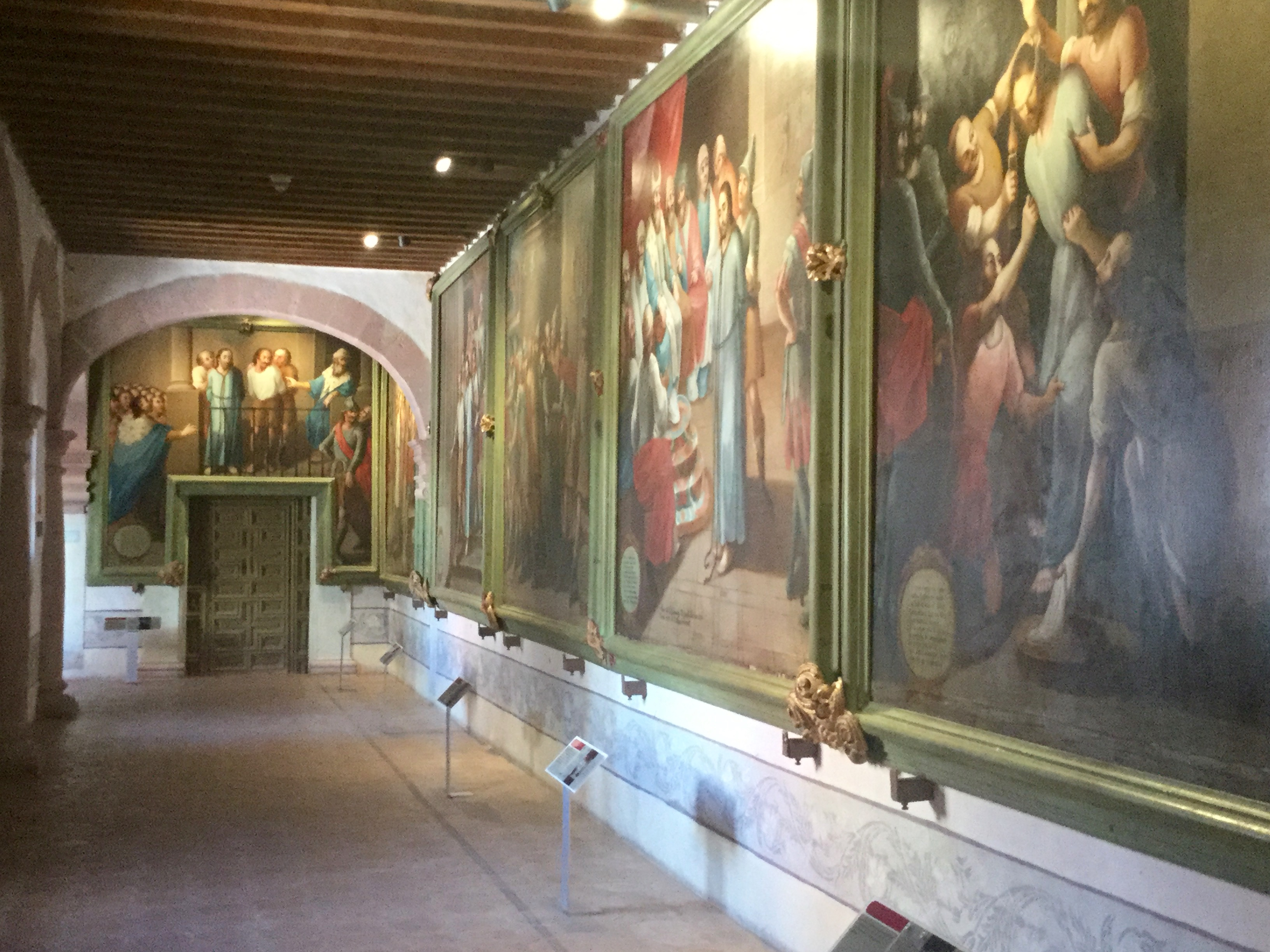
Pasillo de entrada

La Congregación de Propaganda de Fide (en español fe), fundada en 1622 por el papa Gregorio XV, tenía como encomienda continuar con la evangelización de distintas zonas; por eso se le conoce también como la Congregación para la evangelización de los Pueblos. Uno de sus principales métodos para cumplir con su misión fue la fundación de colegios encargados de instruir a frailes de la Orden Franciscana, para que así ellos pudieran evangelizar en tierras paganas.
Durante el virreinato de la Nueva España se fundaron siete colegios, entre ellos el de Guadalupe, Zacatecas, que inauguró fray Antonio Margil de Jesús el 12 de enero de 1707.
El inmueble del colegio fue construido gracias a los patrocinios de generosos hacendados zacatecanos, incluyendo el terreno que fue donado por Jerónima de Castilla Viuda de Melgar, donde anteriormente existía una ermita dedicada a Nuestra señora del Carmen.

## De colegio apostólico a museo
El colegio duró como tal 152 años, pues en 1859 el entonces gobernador de Zacatecas, el general Jesús González Ortega, solicitó a los franciscanos el inmueble como consecuencia de la Ley de Nacionalización de los Bienes Eclesiásticos promulgada por el presidente Benito Juárez, como parte de las Leyes de Reforma. En realidad, los frailes nunca abandonaron el inmueble del todo, pues seguían custodiando las pertenencias del colegio.
A partir de entonces, el edificio fue usado para distintos fines; sus áreas se dividieron para dar paso a la Escuela de Artes y Oficios, posteriormente a un cuartel y en 1878 comenzó a fungir como asilo y orfanato. 
En 1908, cumpliendo con una orden papal, los Congregación de Propaganda de Fide se cerraron definitivamente. Diez años después una sección del inmueble se abrió como “Museo de Antigüedades del Ex Convento de Guadalupe”, siendo el primer museo de Zacatecas. Las demás áreas continuaron como asilo y orfanato. En 1930, junto con el museo, esas áreas funcionaron como escuela primaria, luego vecindad, y finalmente, en los años cincuenta, como establo.
En 1918, el conjunto arquitectónico fue declarado monumento histórico. Posteriormente, con la creación del Instituto Nacional de Antropología e Historia (INAH), el inmueble pasó a ser parte de su patrimonio, conservando todas las pertenencias del colegio, y declarándolo monumento nacional en 1939. 
A partir de los setenta, por iniciativa de las autoridades del INAH, comenzó a ser recuperado el edificio para incorporarlo a las áreas que ya existían como museo.

## Época contemporánea

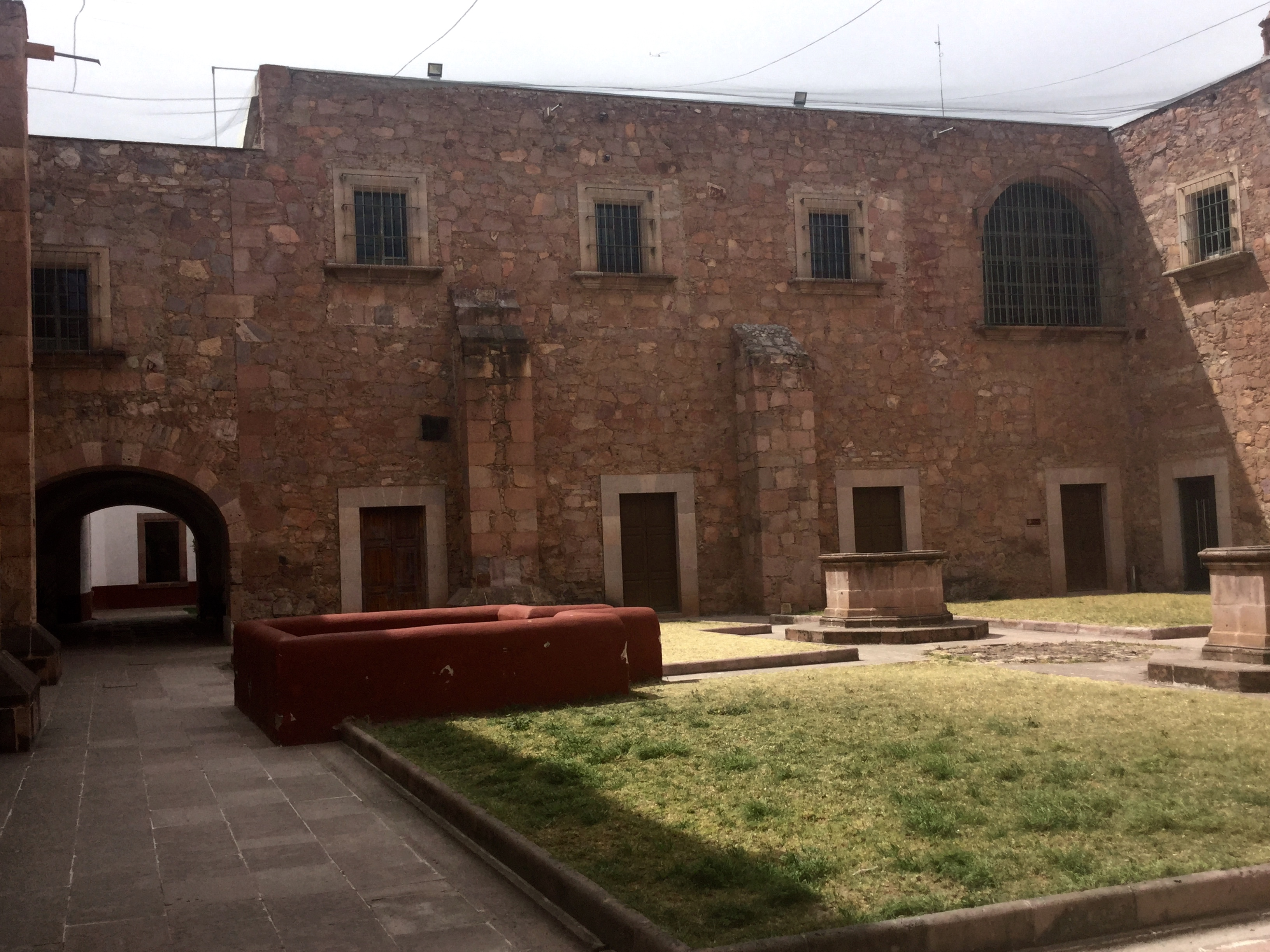
Patio del museo

En 2016, según documentos del museo, “cuenta con más de 800 piezas de arte virreinal, heredadas de lo que fue el colegio, y diversas pinturas provenientes de otros conventos e iglesias de la ciudad de Zacatecas.”
“Este acervo es considerado uno de los más ricos de la época colonial, ya que cuenta con lienzos de los grandes maestros del arte novohispano, como son: Miguel Cabrera, José de Ibarra, Juan Rodríguez Juárez, Cristóbal de Villalpando, Juan Correa, entre otros.”
“Destacan también obras de Antonio de Torres, Juan Nepomuceno Herrera y José Gabriel de Ovalle, así como una serie de cuadros anónimos que nos dejó impresa la manera de vivir de los zacatecanos en el siglo XVIII, al igual que la de los franciscanos moradores del Colegio. Muy importante también es la biblioteca conventual, actualmente con más de 14 mil volúmenes que datan en su gran mayoría de los siglos XVIII y XIX.”
En 2010, el museo fue declarado por la UNESCO Patrimonio Cultural de la Humanidad, como un punto fundamental en la ruta histórica Camino Real de Tierra Adentro. “Destaca por su estilo barroco y uno de sus elementos más importantes es un relieve de San Francisco de Asís que sostiene a la Virgen de Guadalupe. El atrio es una réplica del que tenía el Colegio Apostólico de Querétaro", enuncia la declaratoria.

## Salas/áreas del museo
Las colecciones del museo están organizadas en dos grandes secciones: las salas históricas y la pinacoteca.

### Portería

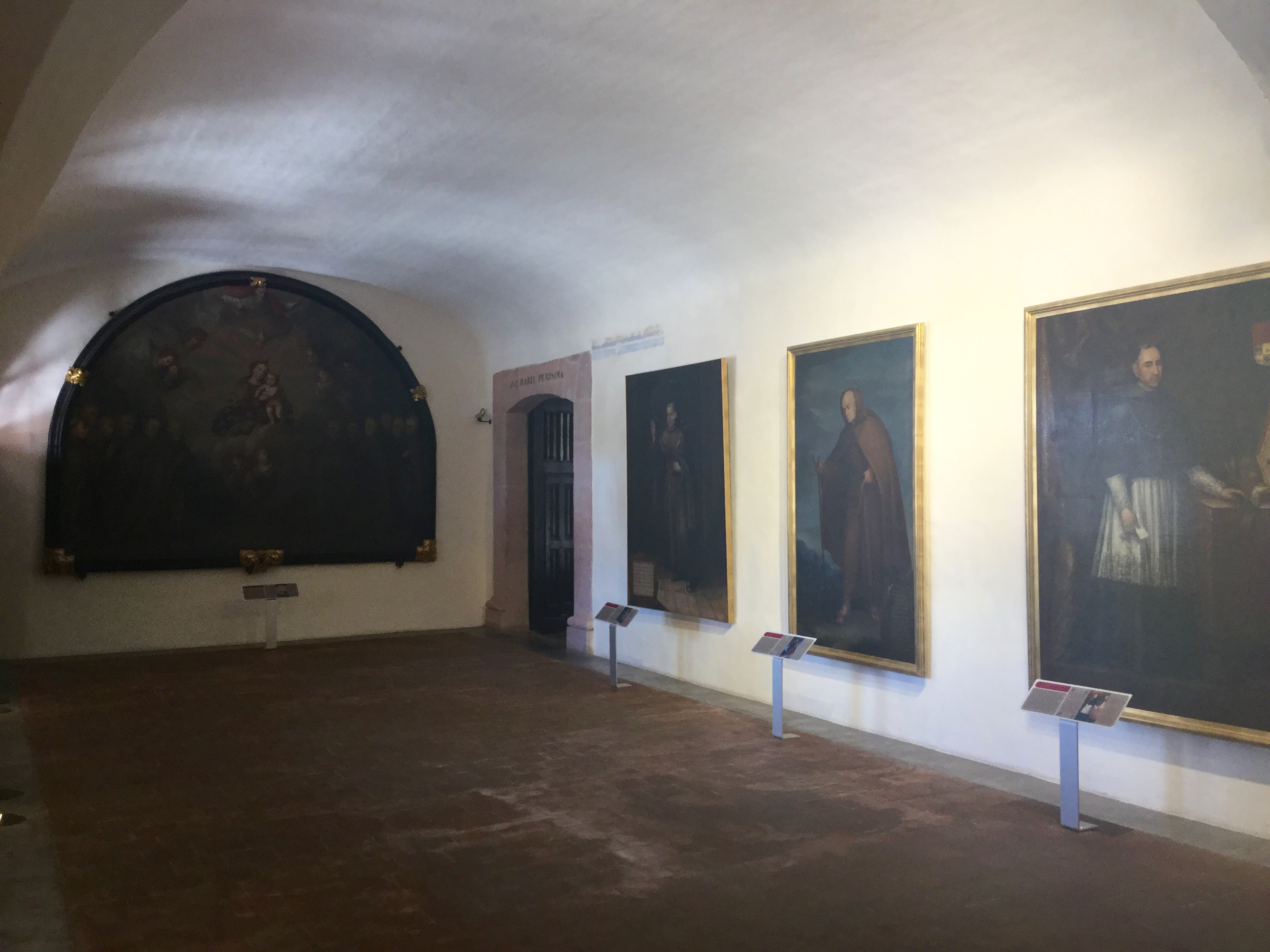
Pasillo de la Portería

Este espacio se construyó después de 1775, fecha en la que se concluyeron los claustros de la Pasión de Cristo y de San Francisco; entonces era común que el pórtico se fuera haciendo más alto según las plantas que se le fueran agregando al edificio.
Aquí se aprecian los retratos de los fundadores del Colegio de Guadalupe, los frailes José Guerra, Antonio Margil de Jesús y Pedro de la Concepción y Urtiaga.

### Claustro de San Francisco
Es un grupo de 26 pinturas sobre la vida de San Francisco de Asís. Esos lienzos eran un instrumento útil y de enseñanza cotidiana para los frailes que habitaban el colegio. Las imágenes narran hechos biográficos y algunos milagros del santo.
“Es un conjunto de gran transcendencia, ya que por más de 250 años se ha conservado completo. Cada cuadro está impregnado por el espíritu barroco de la época y por composiciones abiertas que sugieren movimiento, haciendo que el espectador se sienta inmerso en los lienzos, convirtiéndolos en testigos de las hazañas de San Francisco de Asís.”

### Celda conventual
Estas celdas eran las que fungían como habitaciones de los frailes que vivían en el colegio, y son pequeñas y austeras. 

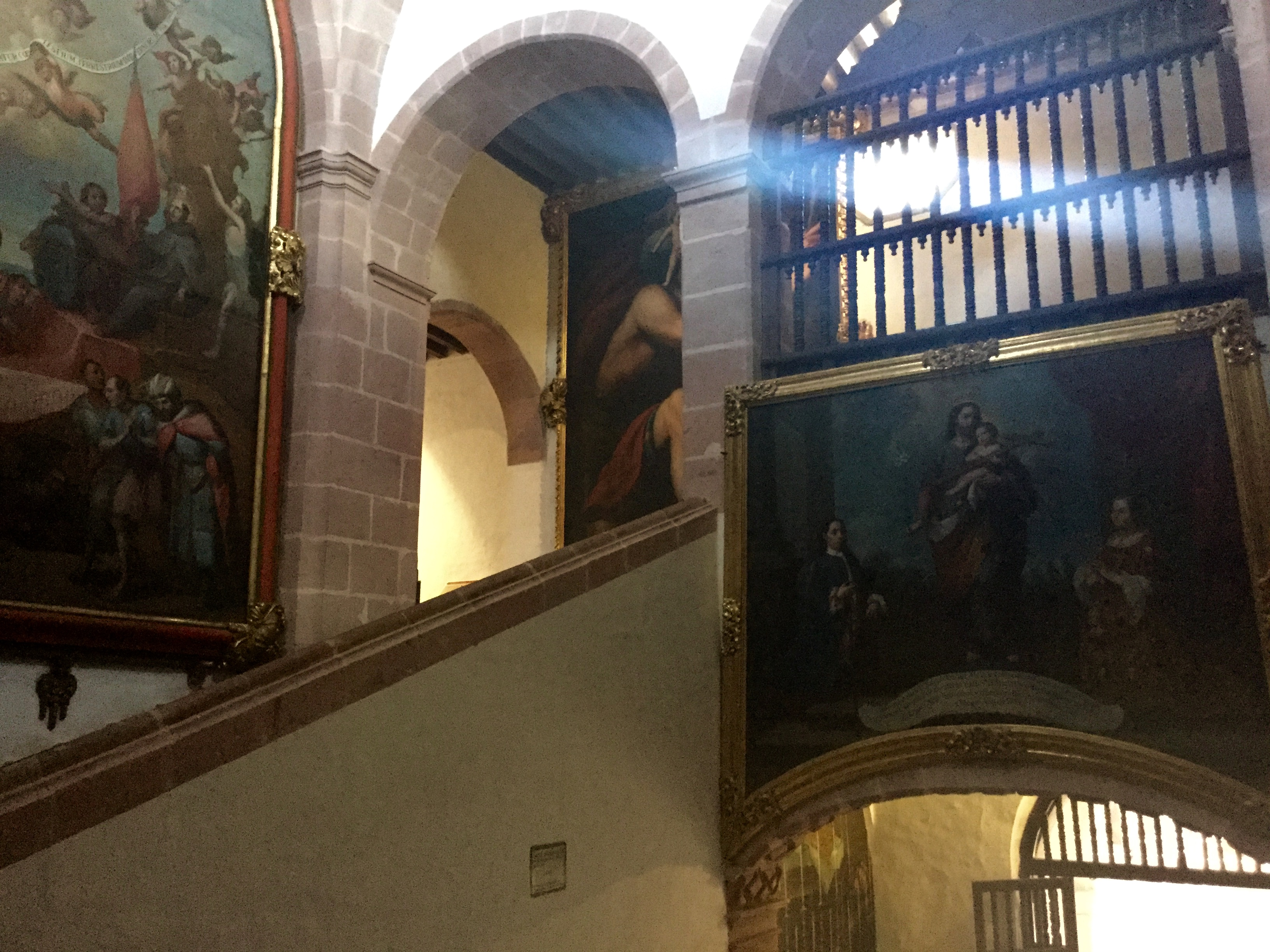
Vista de la escalera regia

### Escalera regia
La construcción de la planta alta se llevó a cabo entre 1750 y 1774. La escalera que conecta la planta baja con la alta es denominada Regia, ya que cuenta con monumentales lienzos realizados por los pintores más destacados del siglo XVIII, como Miguel Cabrera, José de Ibarra y Juan Rodríguez Juárez. 

### Sacristía
Es un lugar anexo a la iglesia; es el recinto que sirve para preparar las ceremonias religiosas y guardar ornamentos litúrgicos como cálices, la indumentarias sacerdotal y otros aditamentos.

### Pasillo de los mártires del Japón
En 1521 inició la exploración del archipiélago de Filipinas, y posteriormente su colonización, nombrado así en honor al rey Felipe II de España cuando su país conquistó y colonizó aquella región asiática. Filipinas estuvo bajo La Nueva España como parte del gran virreinato, lo que hizo que mantuvieran un estrecho intercambio comercial con ella, mediante los viajes del llamado Galeón de Manila que comunicaba el puerto de Acapulco de Juárez con el puerto filipino.
Siguiendo este tránsito, en 1596 el navío español llamado San Felipe que iba de Manila a Acapulco de Juárez naufragó en las costas de Japón. Al ser capturado el capitán de la embarcación, Francisco de Landa, fue llevado ante el emperador Tagcosama, quien acusó a los misioneros franciscanos y jesuitas de servir de avanzada para facilitar la labor de invasión del ejército español. Acto seguido, mandó a su capitán general a combatir a los bárbaros y él apresó a los náufragos: entre ellos tres jesuitas, seis franciscanos y 16 cristianos japoneses. Tras ser torturados y cortarles la oreja como símbolo de humillación, durante el invierno, fueron exhibidos en varias poblaciones ubicadas a lo largo de 800 km con el fin de mostrar a los habitantes el castigo otorgado a los cristianos convertidos. Finalmente, fueron amarrados a una cruz y traspasados con dos lanzas cruzadas en Nagasaki en 1597. Los 26 presos conocidos como los Mártires de Japón fueron canonizados en 1862. Entre ellos San Felipe de Jesús, el primer santo mexicano.

### Biblioteca conventual

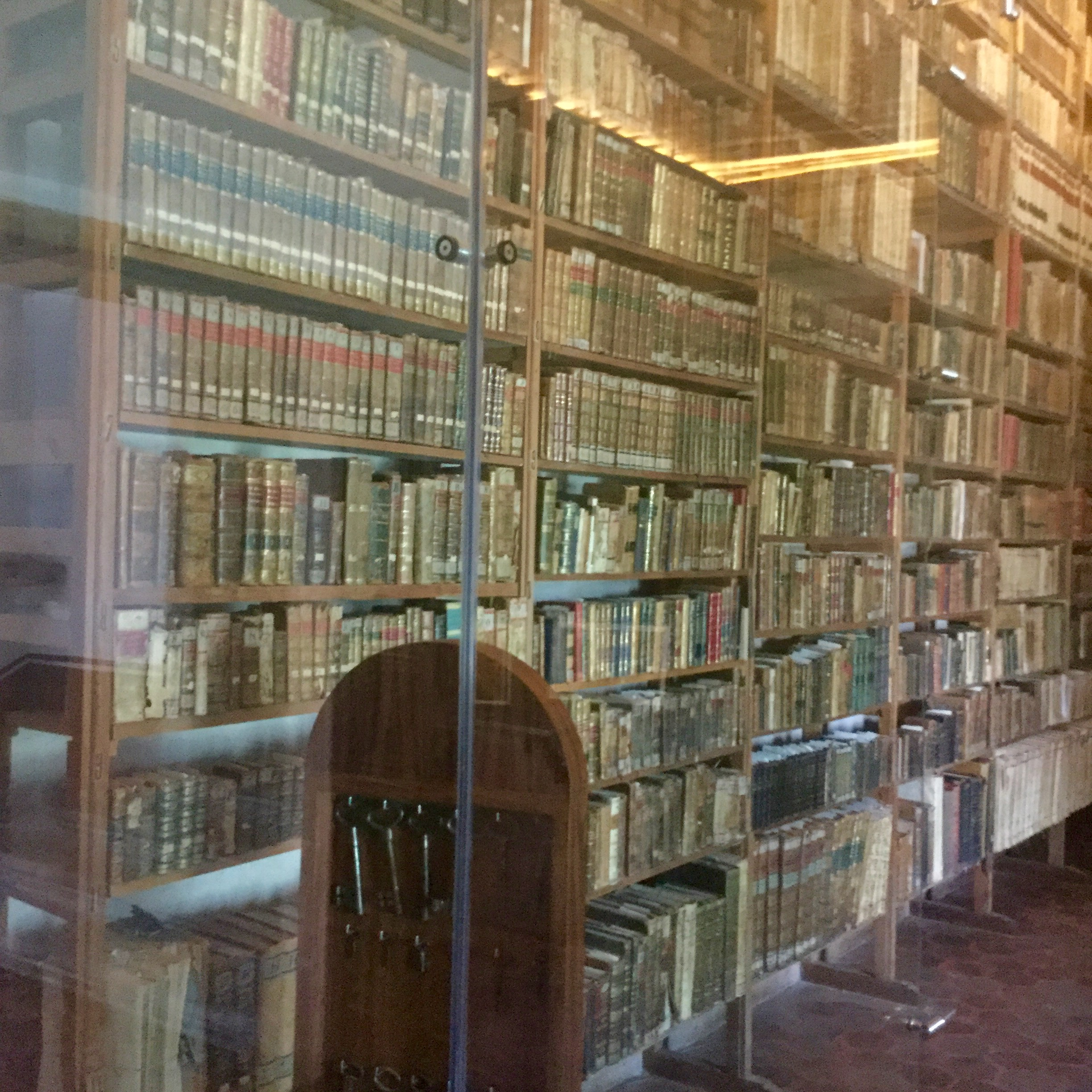
Parte del acervo de la biblioteca conventual

Las bibliotecas conventuales virreinales conformaban la memoria escrita más importante de las diferentes ramas del pensamiento humano de los siglos XVI al XIX. La del convento de Guadalupe se comenzó a formar gracias a fray Antonio Margil de Jesús, quien encargó la primera remesa de libros. En el acervo, integrado por 30 mil volúmenes, destacaban los títulos de temas de derecho civil y eclesiástico, teología, hagiografía, matemáticas y literatura.
A raíz de la Ley de Exclaustración, expedida en 1859, y para enriquecer la biblioteca pública del estado, el gobernador Jesús González Ortega dio la orden de trasladar algunos de los volúmenes del colegio a lo que actualmente es la biblioteca “Elías Amador”. 
Hoy este espacio custodia alrededor de 11,416 volúmenes cuya temática versa sobre historia, teología, ascética y Biblia. La sala evoca los saberes y conocimientos de aquellos que se instruyeron para seguir su vocación misionera.

### Coro del templo de Guadalupe
En este sitio se reunía la comunidad de religiosos para orar durante ciertas horas del día, conforme lo estipulaba la regla de la orden a la que pertenecían. Este recinto tiene una rica sillería compuesta por dos niveles; destaca, en el centro del conjunto, la escultura de San Francisco de Asís, así como los muros muestran lienzos hechos ex profeso.

### Coro de la capilla de Nápoles
El coro de la capilla de Nápoles se encuentra con una reja de madera hacia el templo desde donde la música llena el templo, en el centro del coro se encuentra un gran cristo que ve directamente la imagen de Nuestra Señora de Nápoles  

### Celda de fuelles
Es un lugar donde resguardan los fuelles del órgano que tocaba en el coro de la capilla y se encuentra fuera de exhibición. 

### Claustro de la Pasión de Cristo
Esta serie consta de 29 escenas, 14 de las cuales son el Viacrucis. Comienza con la entrada triunfal de Jesús a Jerusalén y termina en el sepulcro de Cristo, pasando por su proceso de juicio.
La reflexión sobre el sufrimiento y la muerte de Jesús fue ampliamente fomentada por la orden franciscana. Las pinturas de este claustro sirvieron para que los frailes y novicios reflexionaran sobre la Pasión, palabra derivada del latín flagrantia, que significa ardor o dolor. 

### Salón de teología
Sala dedicada a la enseñanza e instrucción de estudios teológicos, considerados indispensables para la formación de quienes evangelizarían a los fieles. Este espacio también es conocido como la “celda de la mano” debido a una supuesta aparición de una mano a fray José de Calahorra en 1770, situación que da pie a una leyenda zacatecana. 

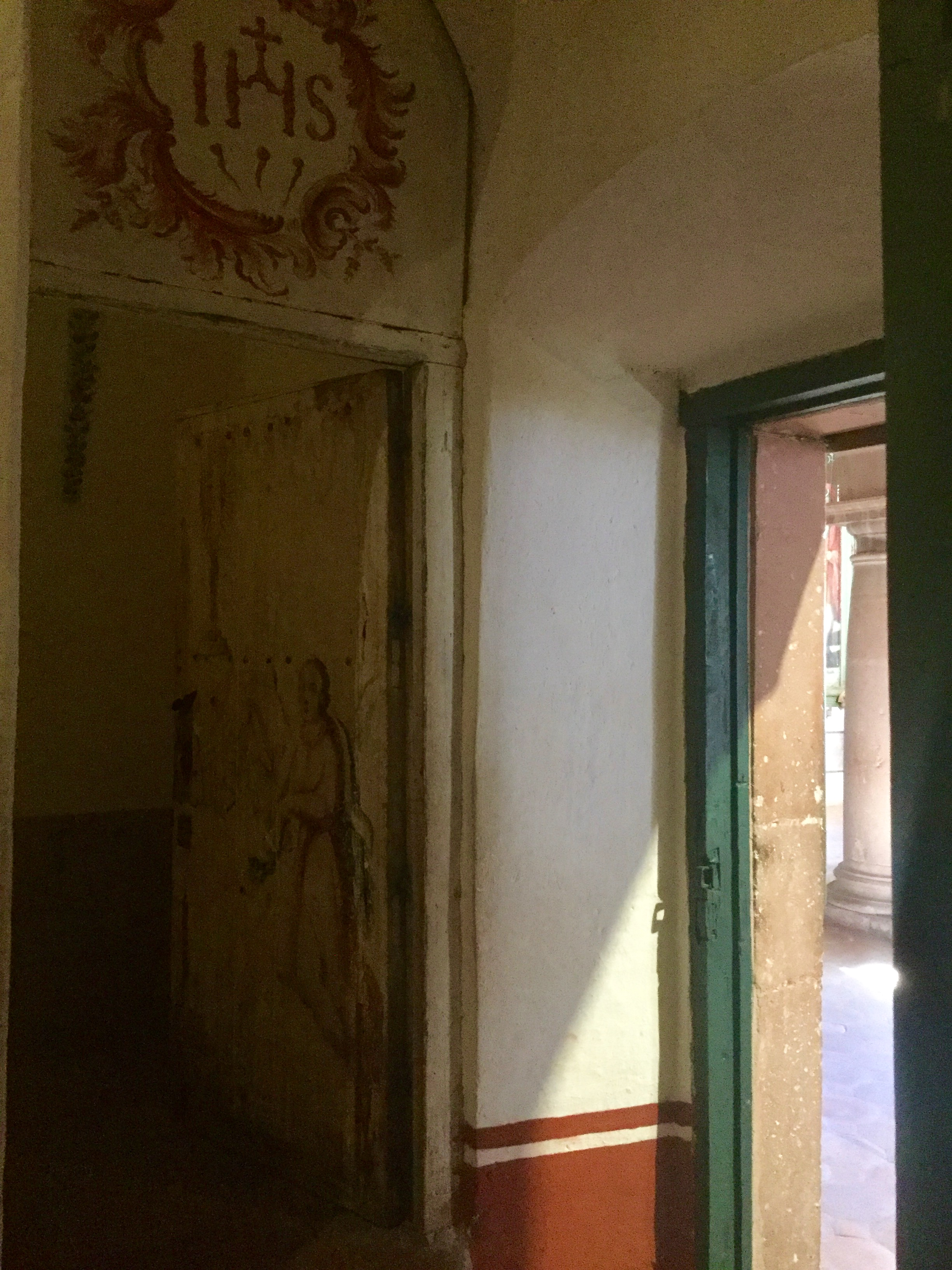
Entrada al salón de teología

### Salón de filosofía
En el mundo intelectual novohispano del siglo XVIII, los Colegios de Propaganda Fide dedicados a la formación de misioneros daban el mismo valor al estudio de la teología que al de la filosofía. 
Este espacio servía originalmente como vestíbulo del aula contigua y de la tribuna chica. Después de 1859, debido al reducido número de frailes que moraban en el Colegio, la clase de filosofía se comenzó a impartir en este salón. Posteriormente, a finales del siglo XIX, y durante las dos primeras décadas del siglo XX, se instaló ahí una improvisada botica que tenía una parte del botamen (tarros, frascos, botes, etc) que ahora se exhibe.

### Ex biblioteca
Se encuentra fuera de exhibición. Es un espacio amplio donde en un principio se encontrarían los 30 mil ejemplares que el colegio tenía. 

### Capilla de enfermería

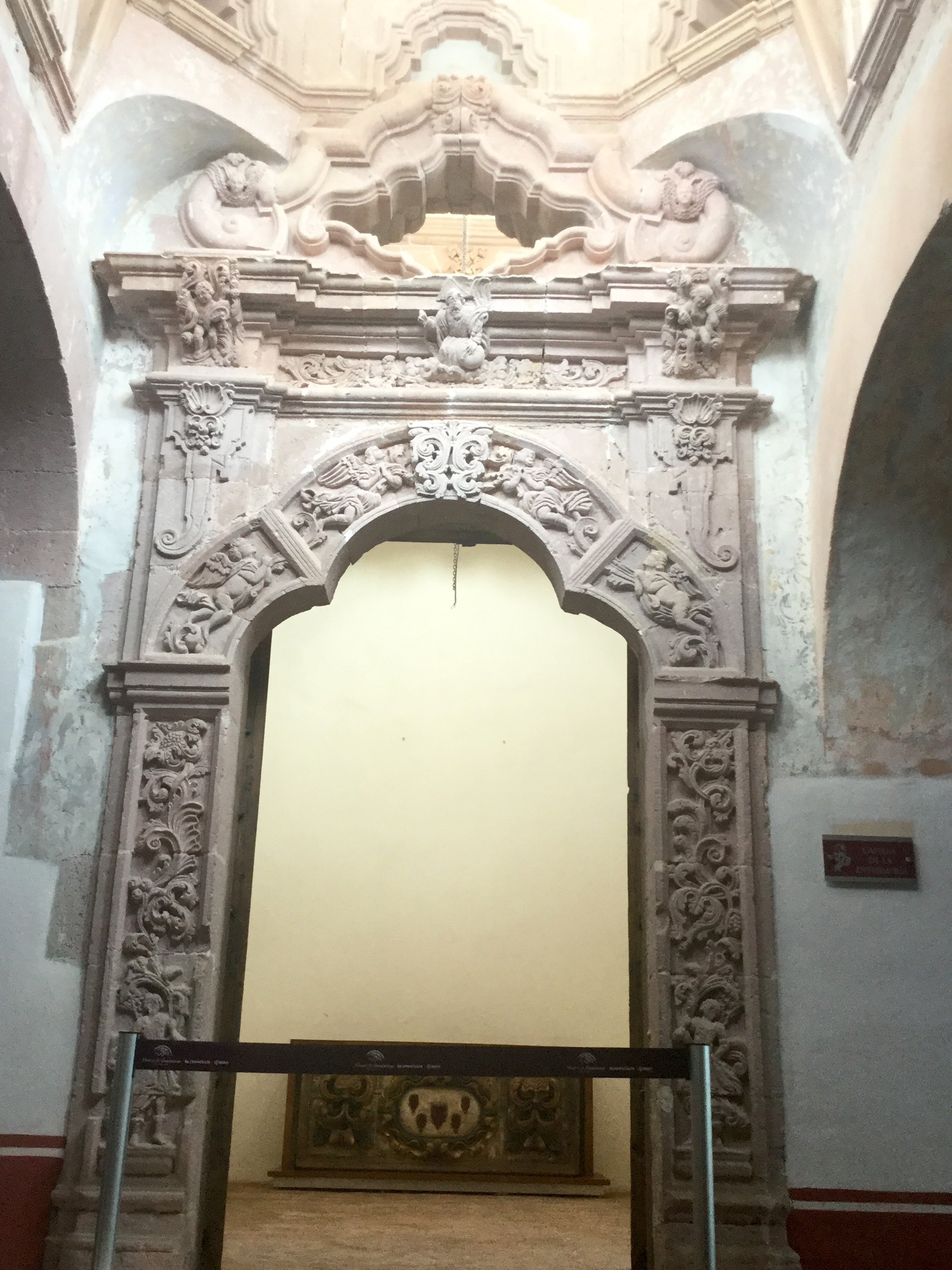
Fachada de la capilla de enfermería

Siguiendo con la tradición conventual franciscana, el Colegio de Guadalupe contaba con una enfermería para uso de los frailes y novicios, así como una pequeña capilla dedicada a san Antonio de Padua. La construcción de esta capilla, utilizada exclusivamente por frailes, se realizó entre 1726 y 1783.

### Salas temáticas

#### Misioneros y habitantes del Colegio
La cédula de fundación del Colegio de Guadalupe, fechada en 1704, menciona que los labores apostólicos se encaminan principalmente a la provincia de Coahuila y hacia tierras texanas. Por lo general, dentro del colegio habitaban alrededor de treinta religiosos; los frailes evangelizadores tenían que pasar al menos dos años preparándose dentro de este recinto.
En esta sala se exhiben lienzos y ornamenta de aquellas épocas.

#### Una mirada al barroco
Es una sala dedicada a esa escuela pictórica y su desarrollo en México. ya que el Museo de Guadalupe cuenta con importantes obras de arte virreinal que se inscriben en esta tendencia.

#### Cristóbal de Villalpando
Fue uno de los pintores más fecundos de la Nueva España y contemporáneo de Sor Juana Inés de la Cruz y Juan Correa. En su sala se exhiben cuatro alegorías que se distinguen por su alto contenido simbólico.

#### Gabriel José de Ovalle: La Pasión de Cristo
La serie de la Pasión de Cristo se compone de quince óleos sobre tela, realizados en 1749 para los franciscanos de Propaganda de Fide. En la serie se observan distintos rasgos pictóricos que caracterizan a ese pintor.

#### Devociones Novohispanas

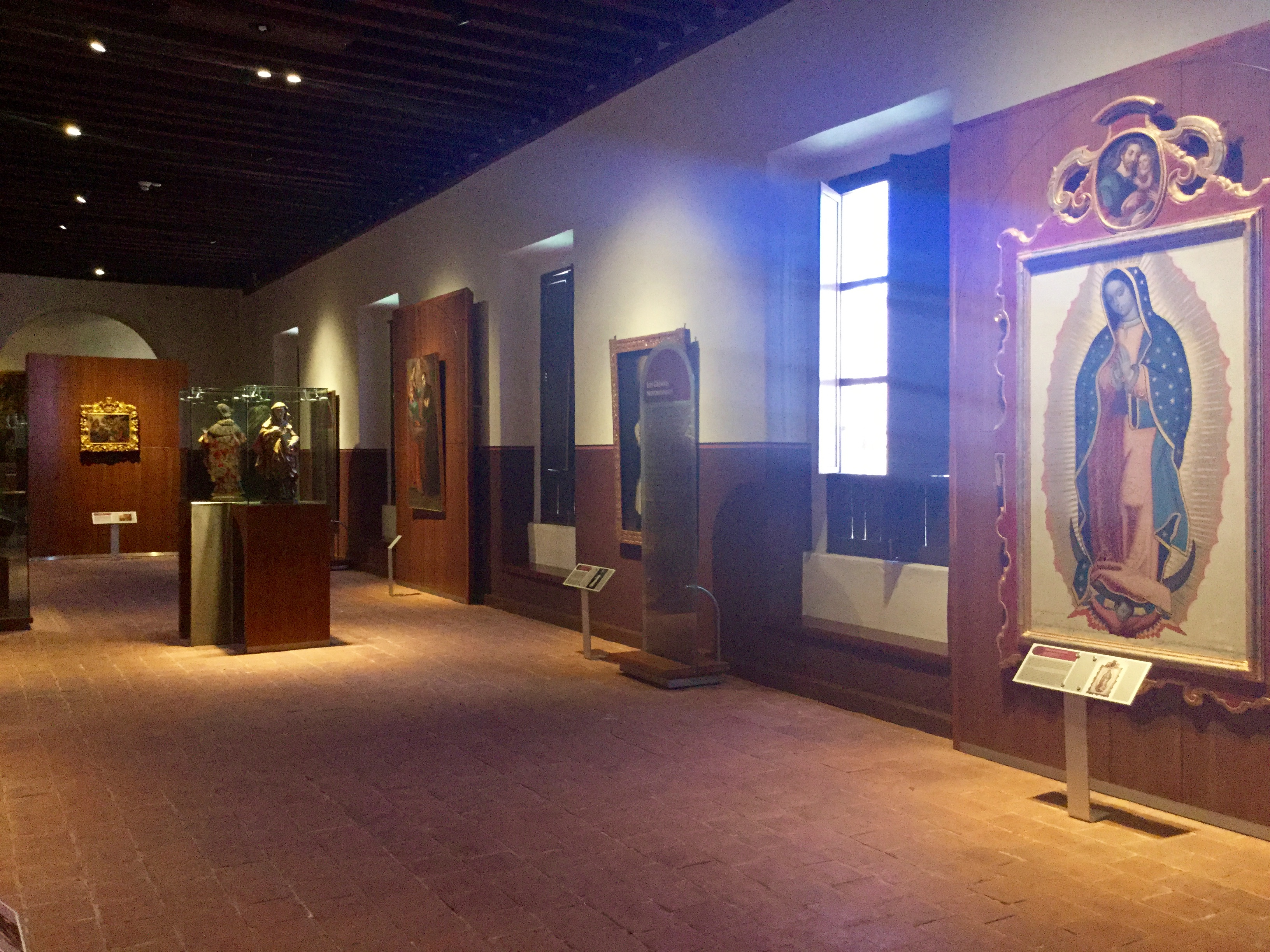
Parte sur de la sala "Devociones Novohispanas"

Uno de los medios didácticos utilizados por la Iglesia para adoctrinar a los fieles fue la vida de los santos a partir de sus imágenes. De esa manera, la infancia del Niño Jesús, su sacrificio, la vida ejemplar de la Virgen María y de los santos, sirvieron como modelo para ser imitados por la sociedad novohispana. 
Los distinguidos gremios de la Nueva España adoptan a uno o varios santos protectores con los que se identificaban, por su oficio o por el martirio que sufrieron. Todos estos personajes se distinguen por sus vestimentas y sus atributos, que son objetos que levan y se relacionan con su vida y/o su muerte. La disciplina encargada de estudiar la vida y obra de estos santos personajes es la hagiografía. 
En esta área, encontramos descripciones, pinturas y representaciones de los personajes de la época.

#### Antonio de Torres: la vida de la Virgen María
Pintor barroco que se distingue por la intensidad de sus colores, la dulzura en los rostros de los personajes y por sus composiciones colmadas de elementos singulares. Ejemplo de ello es la serie de la vida de la Virgen María, presentada en esta área, que consta de quince lienzos.

#### Miguel Cabrera: la vida de la Virgen María
Serie de 15 lienzos sobre la vida de la Virgen ejecutada por uno de los artistas más afamados del siglo XVIII, y sin duda el más célebre pintor virreinal: Miguel Cabrera. Sobresale la emotividad y suavidad que caracteriza a sus personajes.

#### Arte conventual
El arte producido por los conventos trató de ser también instruido y mezclado entre los indígenas, pues ellos contaban con talleres conventuales, en los cuales los indígenas compartían con los frailes las técnicas artísticas, como la plumaria, con la que hicieran obras con temas religiosos y la escultura, modelada con la pasta de la caña del maíz. El resultado fue la combinación cultural con un valioso cúmulo de obras que hoy en día ejemplifican el quehacer artístico novohispano de la época. Muestra de ello es esta sala.

#### Técnicas y materiales del arte novohispano
Esta sala está compuesta por obras que muestran el trabajo gremial tanto de los escultores, como de los pintores, durante el siglo XVII, así como las técnicas que emplearon.

#### Advocaciones marianas
Las advocaciones marianas son obras que aluden a los dones o atributos de la Virgen María, así como a sus apariciones milagrosas en diferentes partes del mundo. La devoción a la Virgen María se arraigó en distintas regiones del país con cultos muy locales que hasta la fecha perviven. 

#### Manuel Pastrana y el Romanticismo Mexicano
Fue un pintor zacatecano que nació en 1860 y que ingresó al ramo de pintura en la Academia de San Carlos, en la Ciudad de México. El Museo de Guadalupe alberga la colección del autor más grande expuesta al público. 

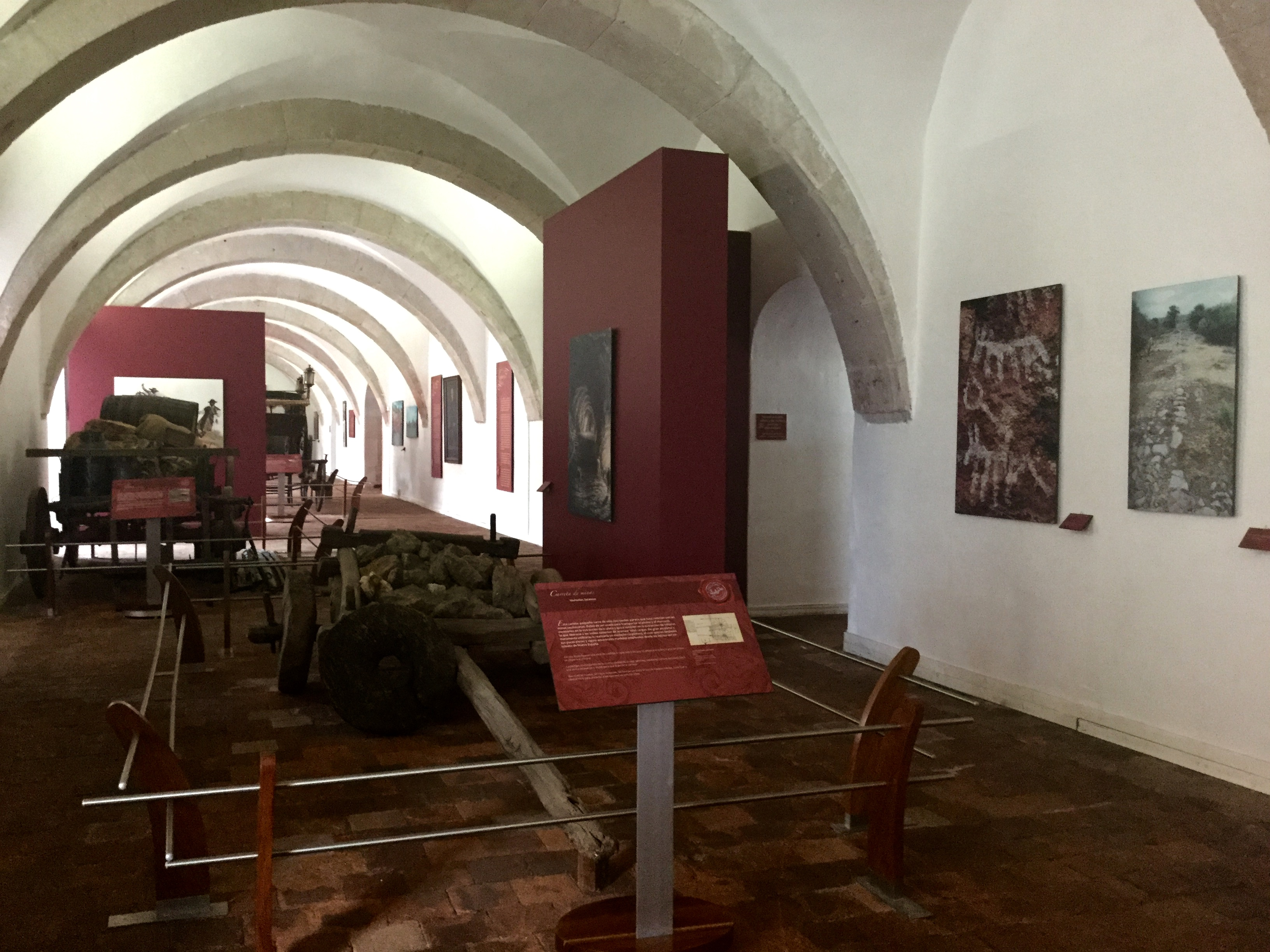
Parte de la exposición Camino Real

#### El Camino Real de Tierra Adentro
Ahí se exhibe una colección de vehículos antiguos que describen la historia del transporte en México. Estos se contextualizan con esa gran ruta que fue trazando el poblamiento del norte de México y que por más de 2,500 km se extendió como espina dorsal del territorio, creando y consolidando fundaciones, por lo que su función fue reconocida por la UNESCO y en 2010 lo declaró Patrimonio de la Humanidad. Para una mejor interpretación de este itinerario cultural, se muestra en síntesis la historia y evolución del transporte en México, apreciando en la exhibición desde una carreta de madera de mezquite que se utilizaba para el transporte de mineral, elegantes carrozas o un tranvía (utilizado por Porfirio Díaz como su transporte personal), hasta una limusina Packard y un elegante Cadillac convertible.

#### Pieza del mes
Cada mes hay una pieza en exhibición distinta en el apartado. En la taquilla se puede pedir más información sobre ella.

#### ExpresArte
Durante la apertura de la 14.ª edición del Festival Barroco de Guadalupe, en septiembre del 2015, fue inaugurada esta sala permanente que es un espacio lúdico dedicado especialmente al desarrollo cultural de niños y jóvenes, donde se puede apreciar un acercamiento a la interpretación y comprensión del arte barroco

## Capilla de Nápoles
Esta capilla se encuentra adjunta al museo. Es una de las mejores manifestaciones de la arquitectura religiosa del siglo XIX, con acabados en estuco laminado de oro de diversos quilates y un artístico entarimado del piso, formado con maderas finas que dan forma a simétricas figuras geométricas, que a su vez conforman una grandiosa de rosa de los vientos. Su construcción comenzó en 1845, pero fue suspendida varias veces durante la guerra de Reforma y la exclaustración temporal que vivieron los franciscanos. Fue en 1866 cuando se concluyó y fue solemnemente dedicada a la Purísima Concepción. 
El nombre de “Capilla de Nápoles” se debe a la imagen titular a quien está dedicada, que fuera donada a la orden franciscana de esta comunidad por Isabel de Farnesio, Princesa de Nápoles y esposa del Rey Felipe V de España.

## Festivales
Desde 2002 y durante cada año, este museo es marco del tradicional Festival Barroco de Guadalupe, en el cual se llevan a cabo eventos y actividades que acercan a las más diversas expresiones de esta manifestación.

## Galería de imágenes

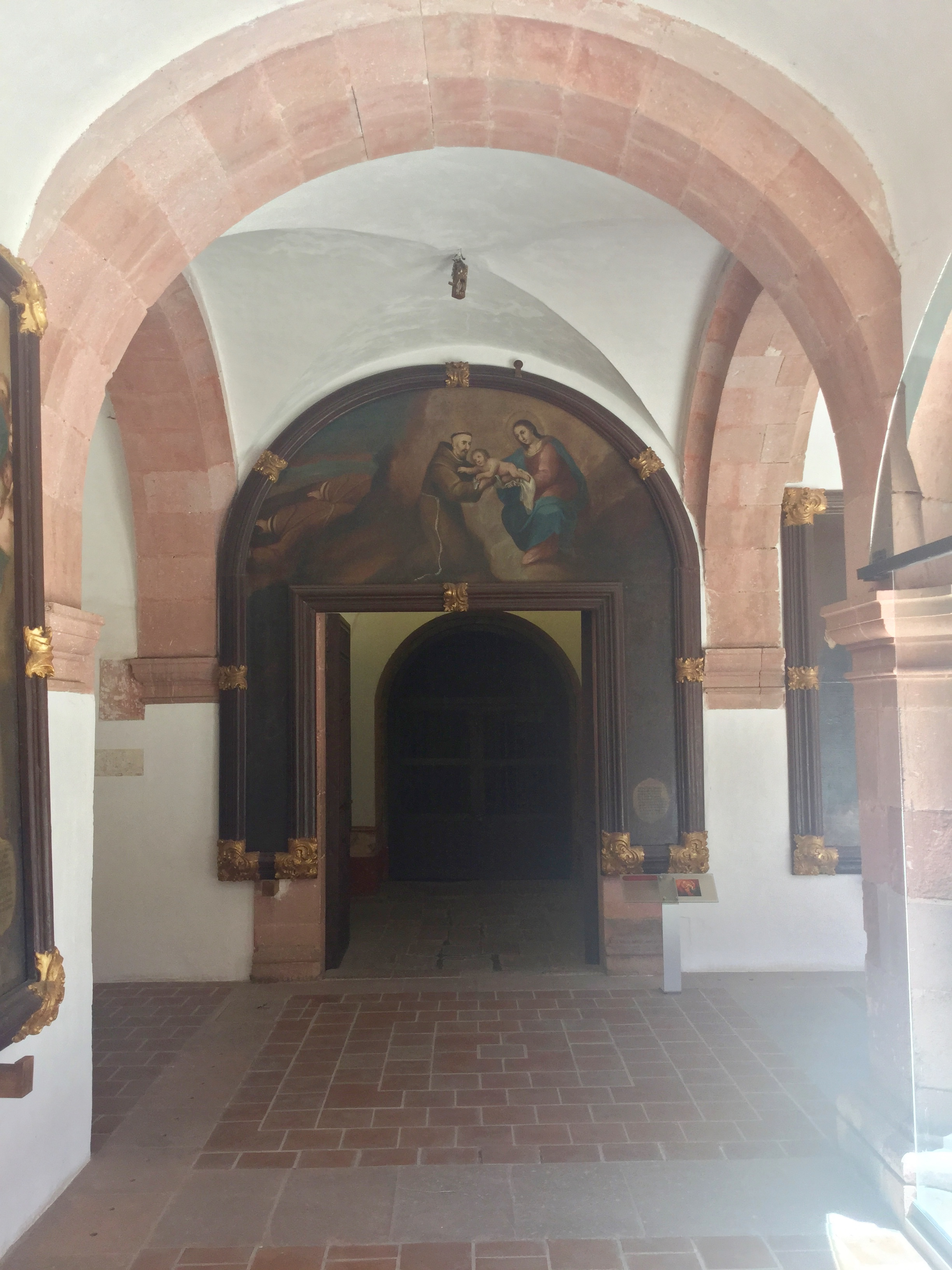
Puerta a la sacristía
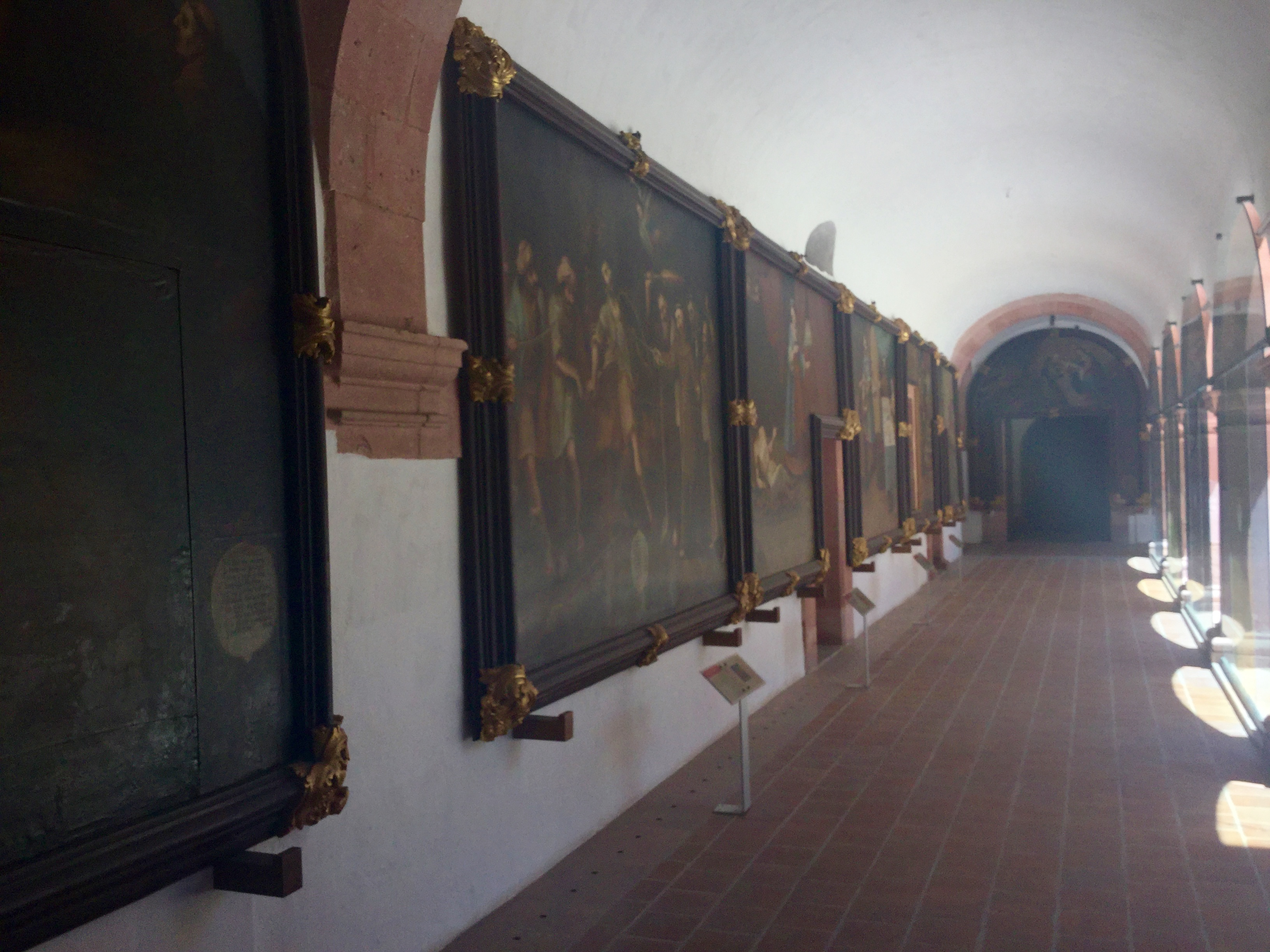
Claustro de la Pasión de Cristo
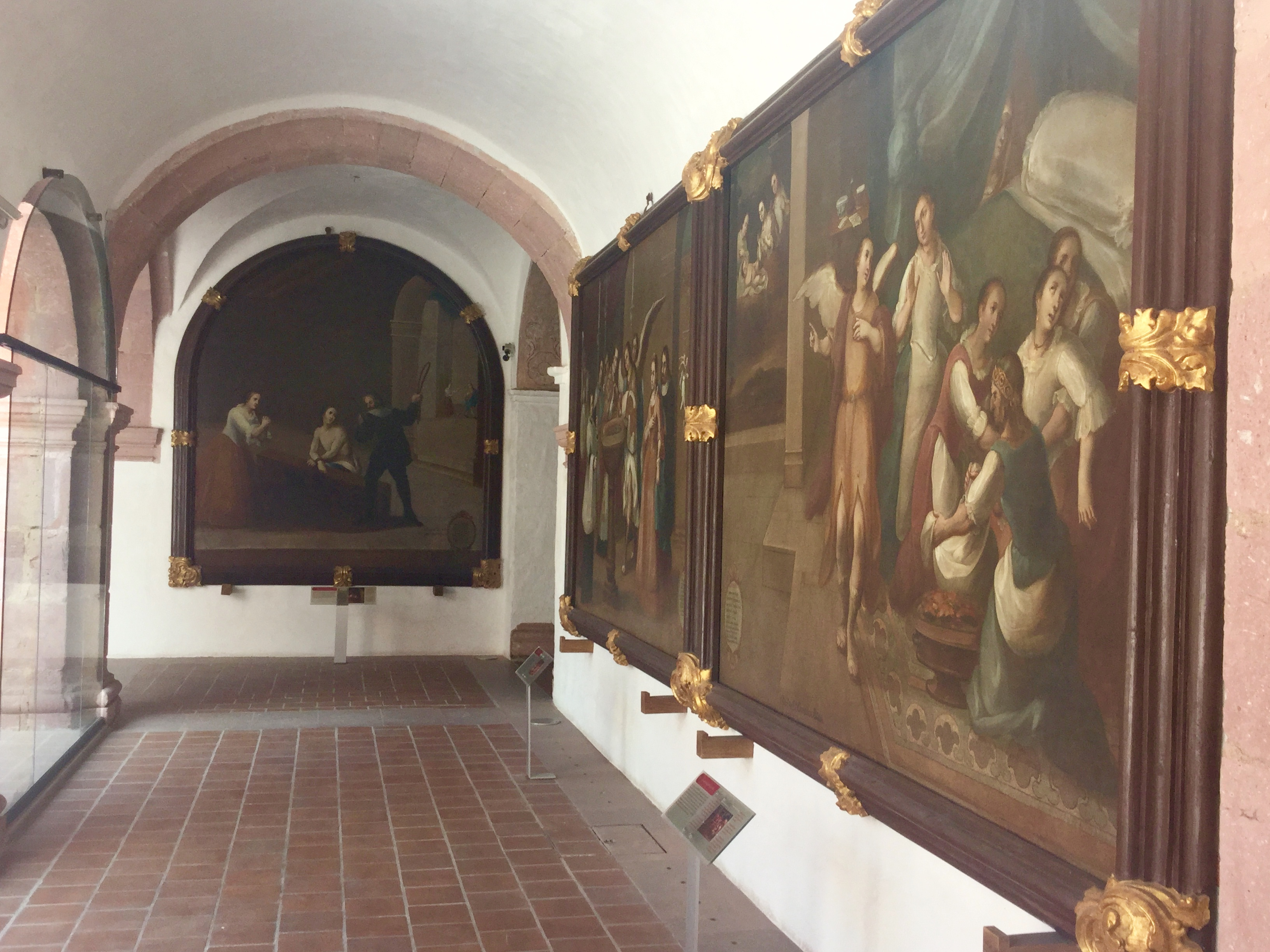
Claustro de San Francisco
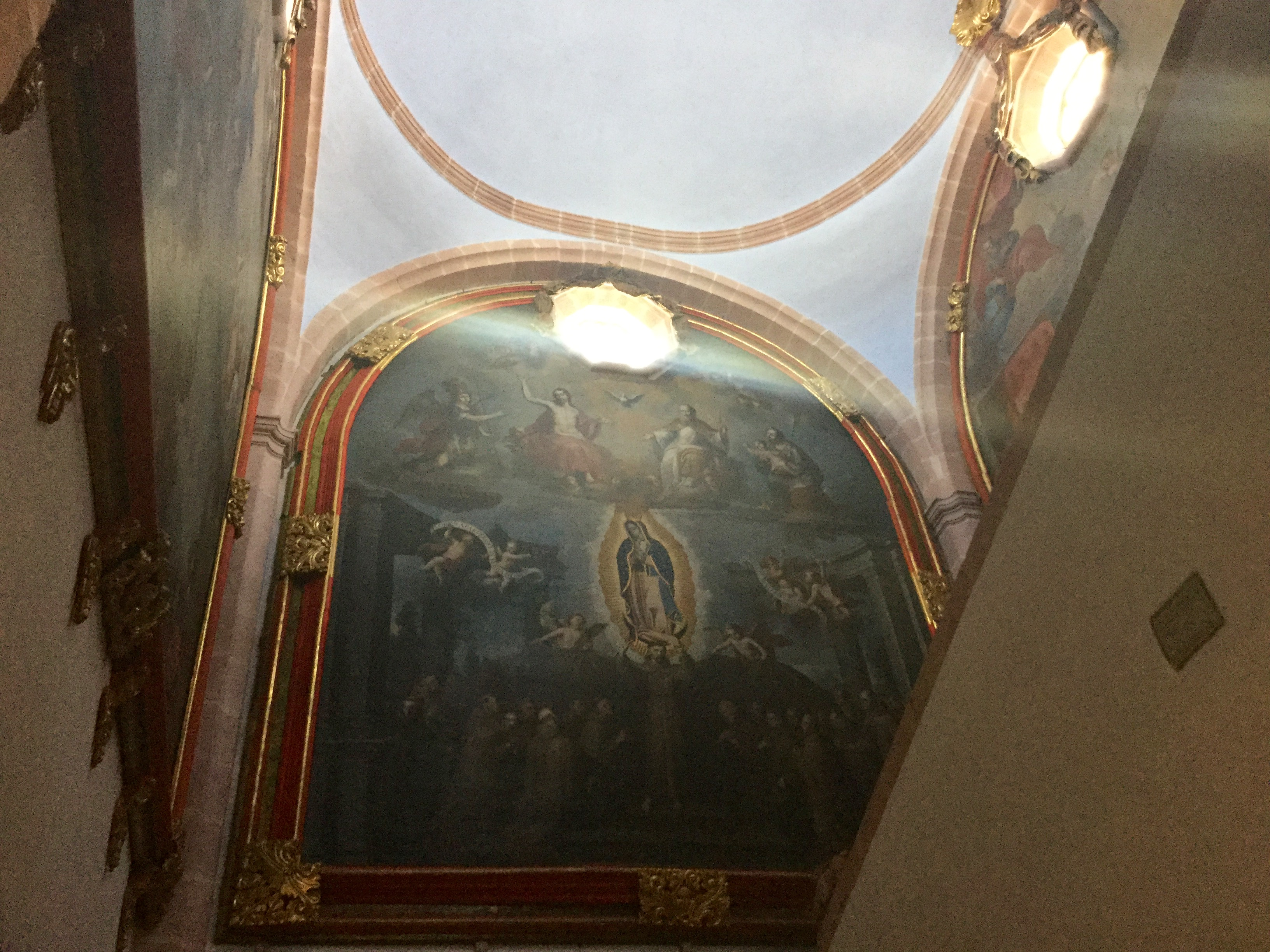
Vista frontal a la escalera regia
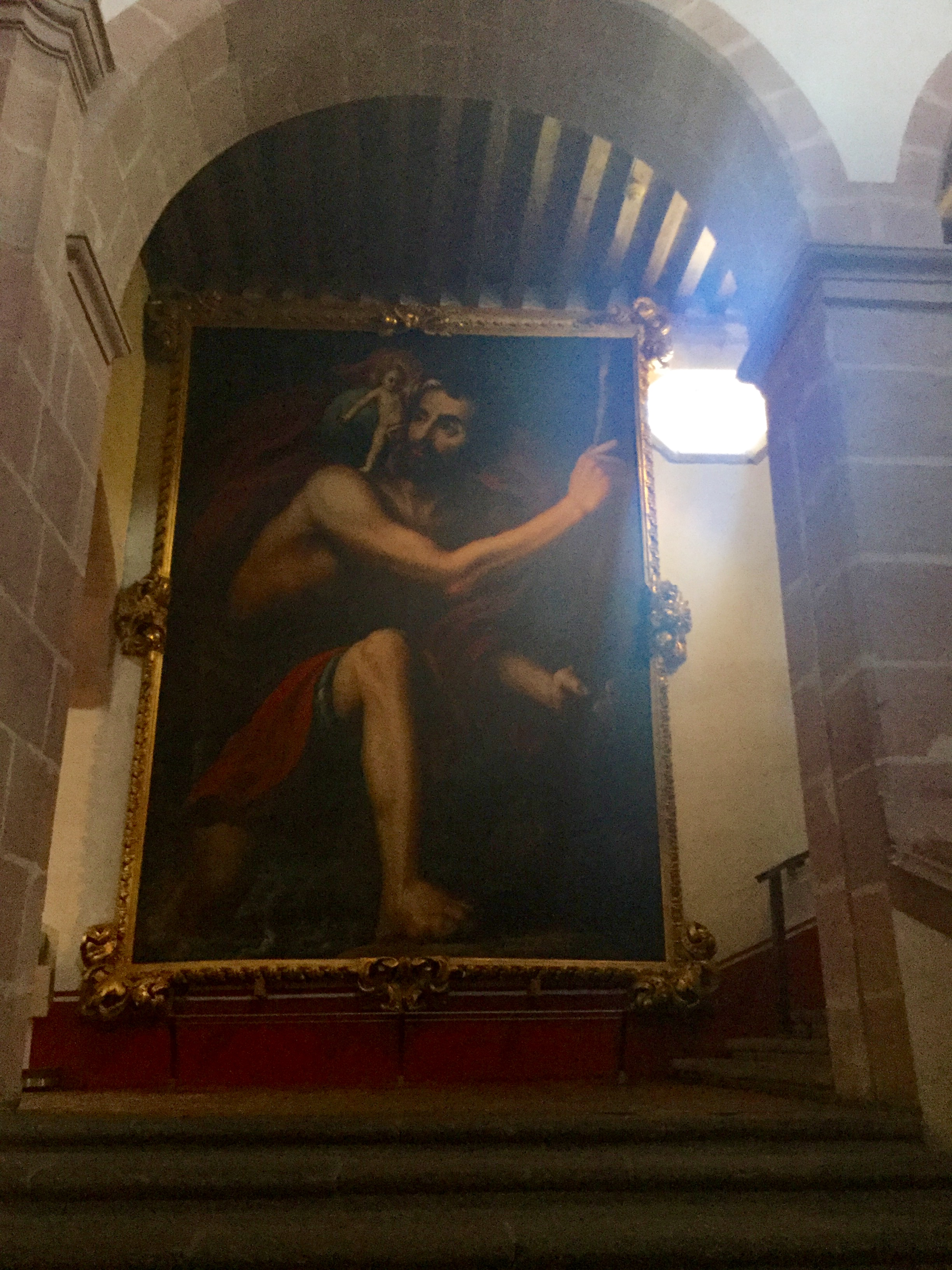
Otro mural de la escalera
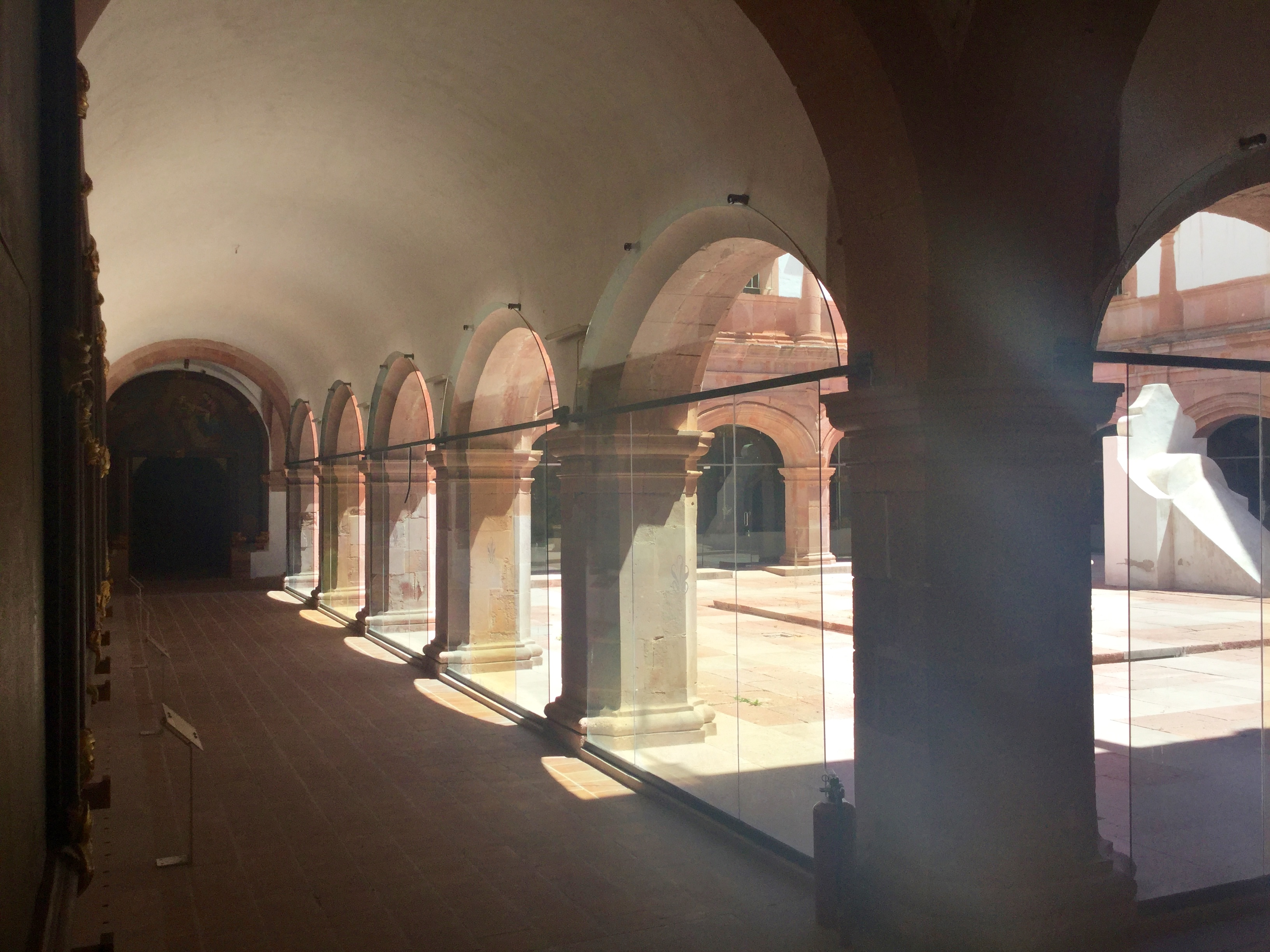
Pasillo exterior del museo
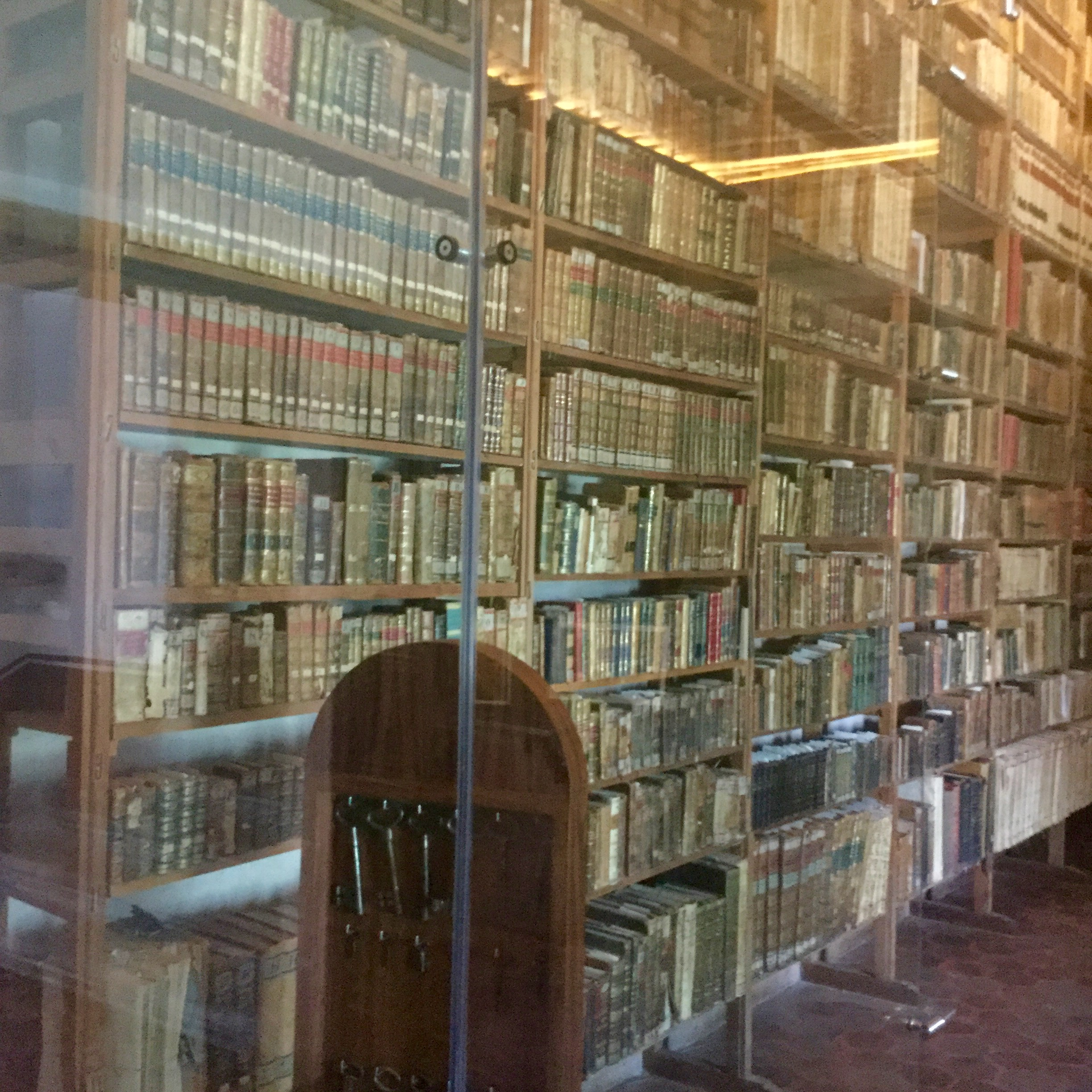
Parte del acervo de la biblioteca conventual
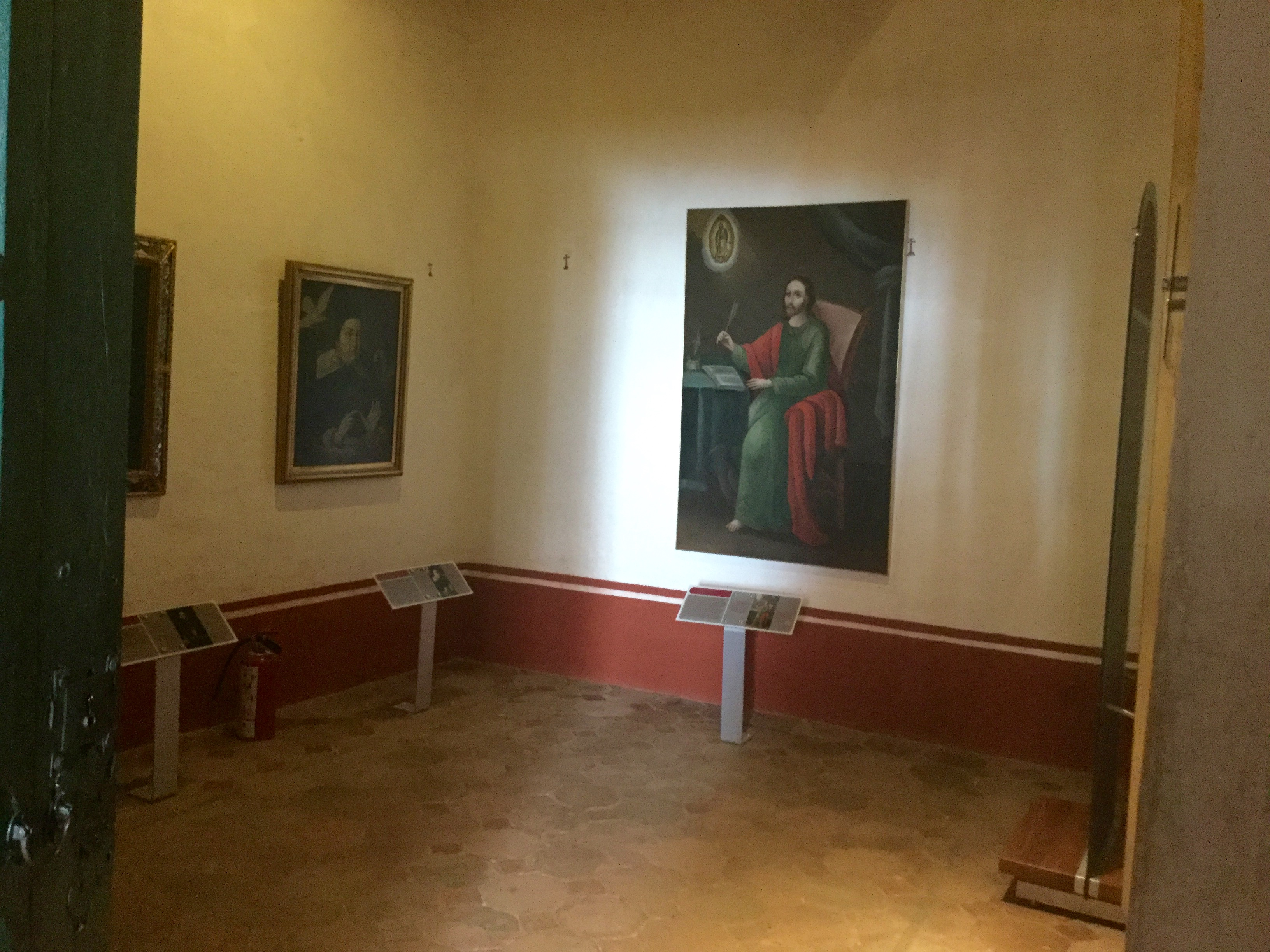
Entrada al salón de teología
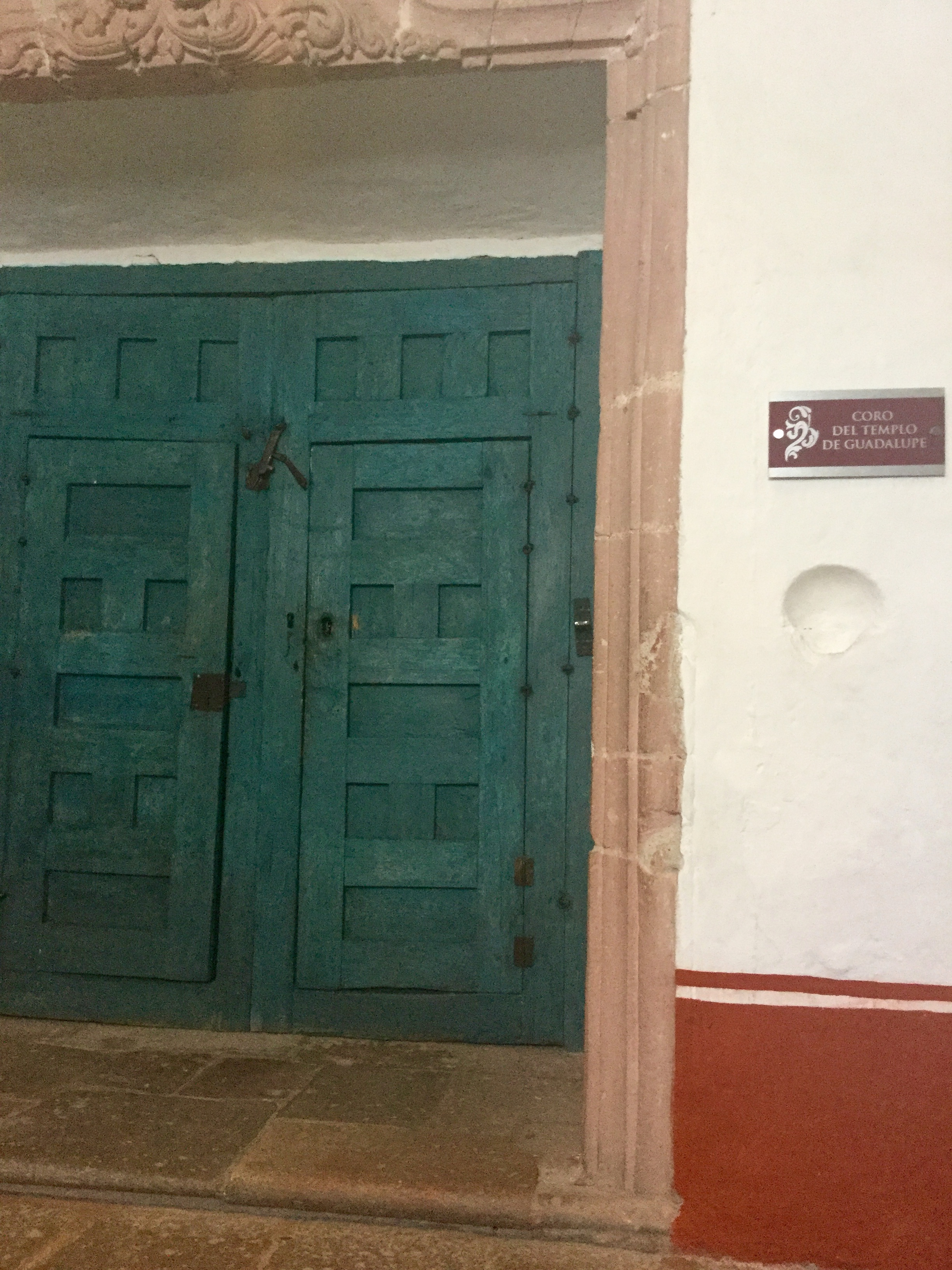
Puerta de entrada al coro
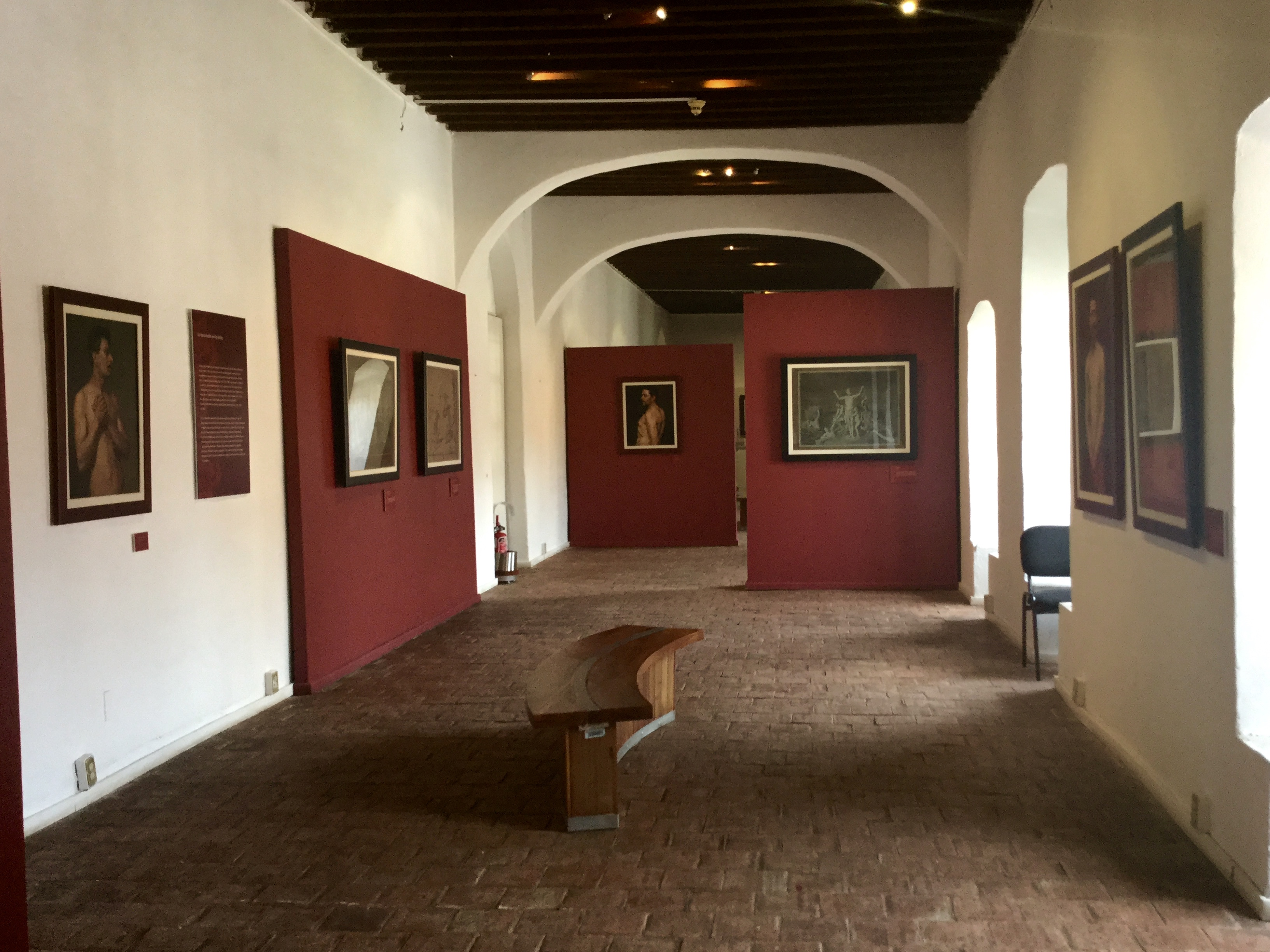
Exposición de Manuel Pastrana
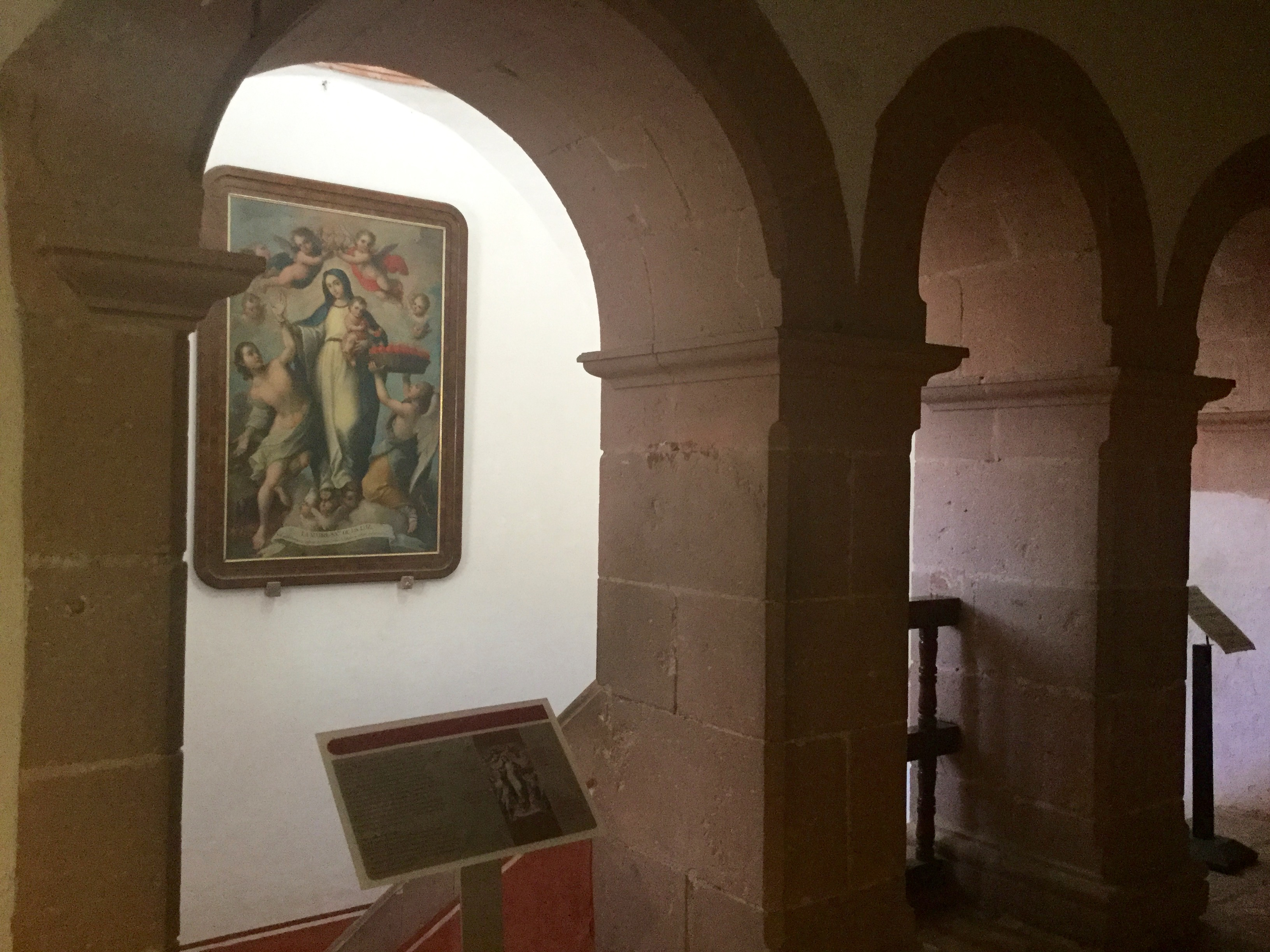
Muestra de las advocaciones marianas
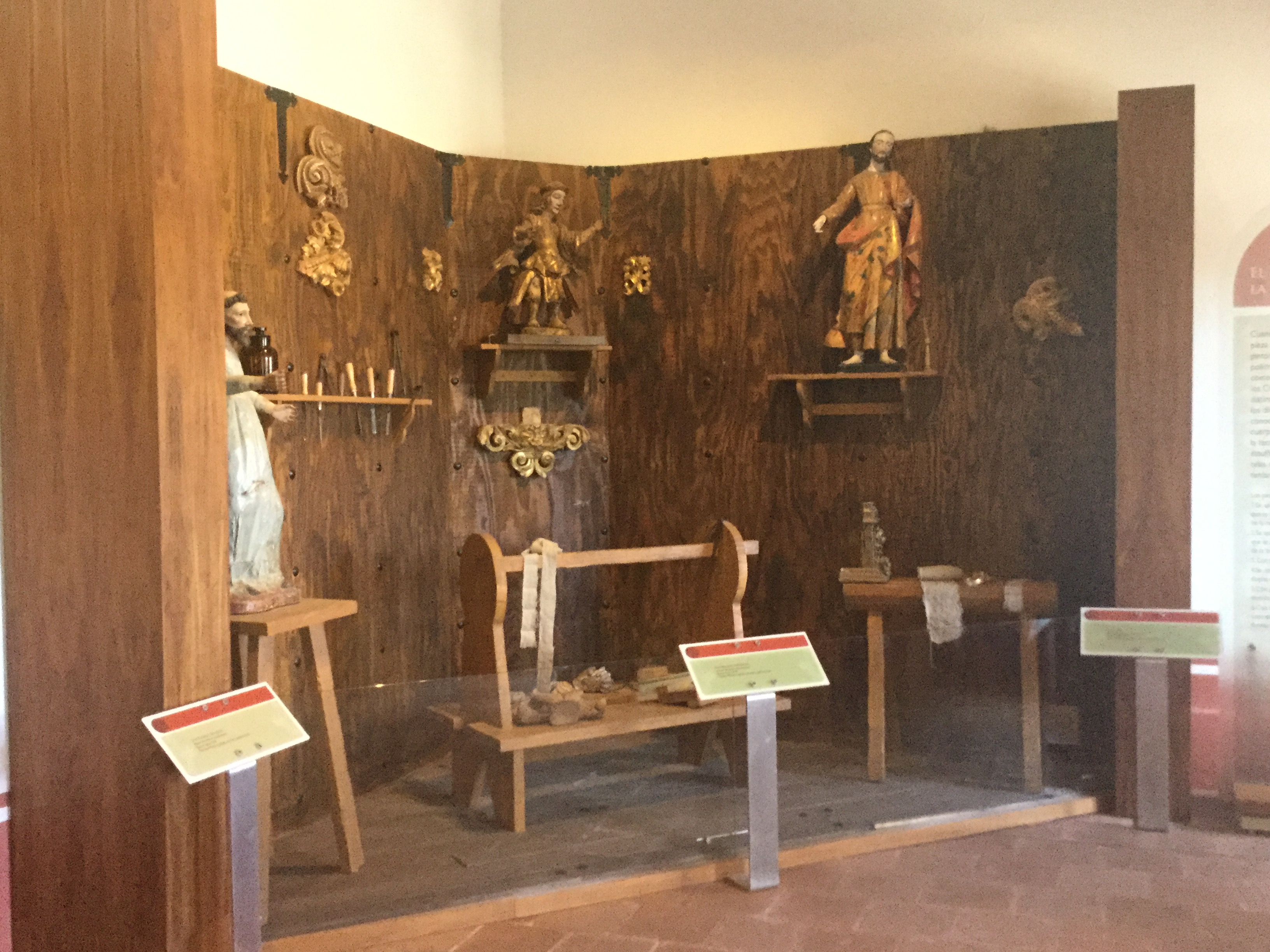
Instrumentaria usada en la época
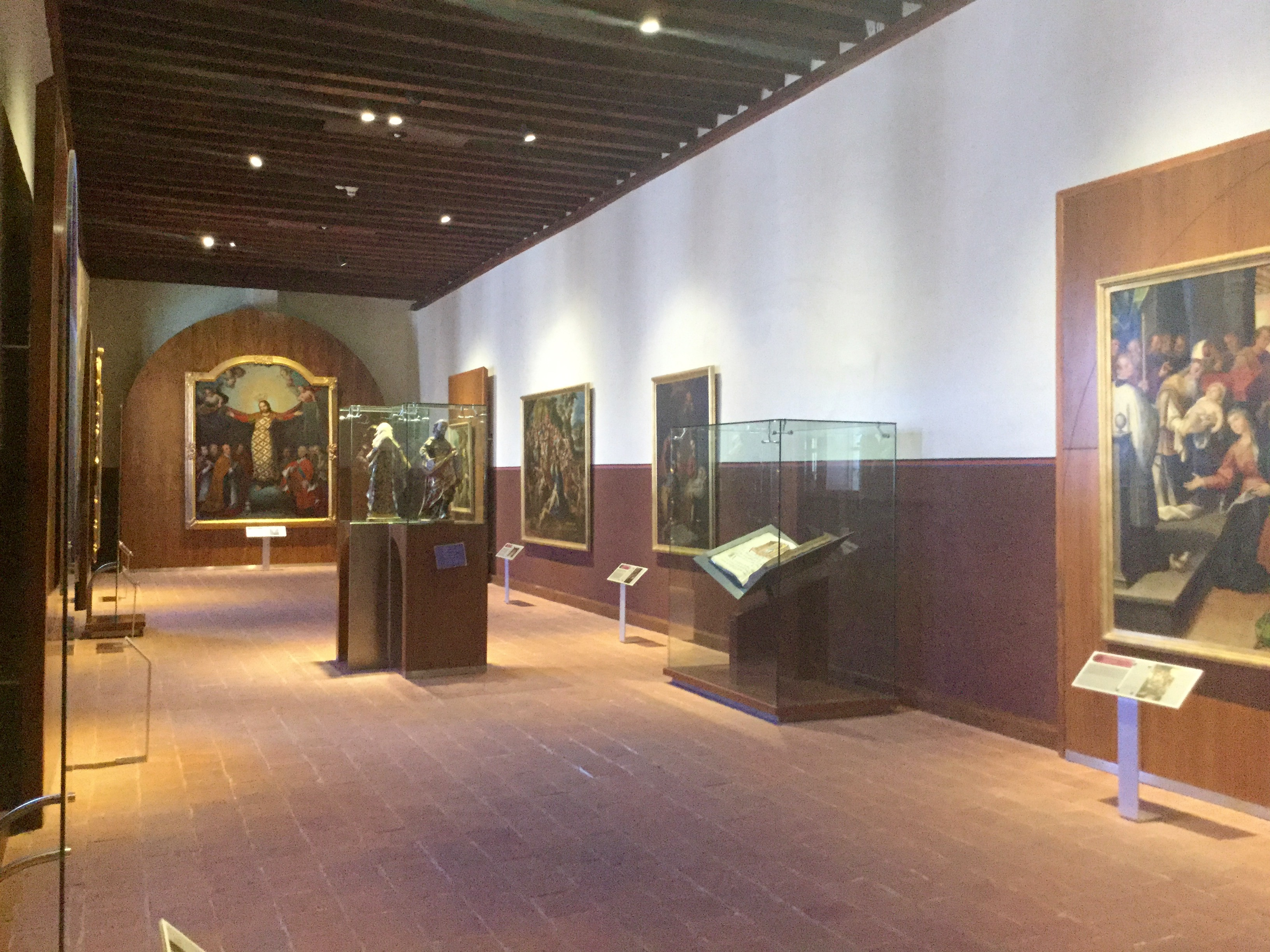
Sala de exposición del museo
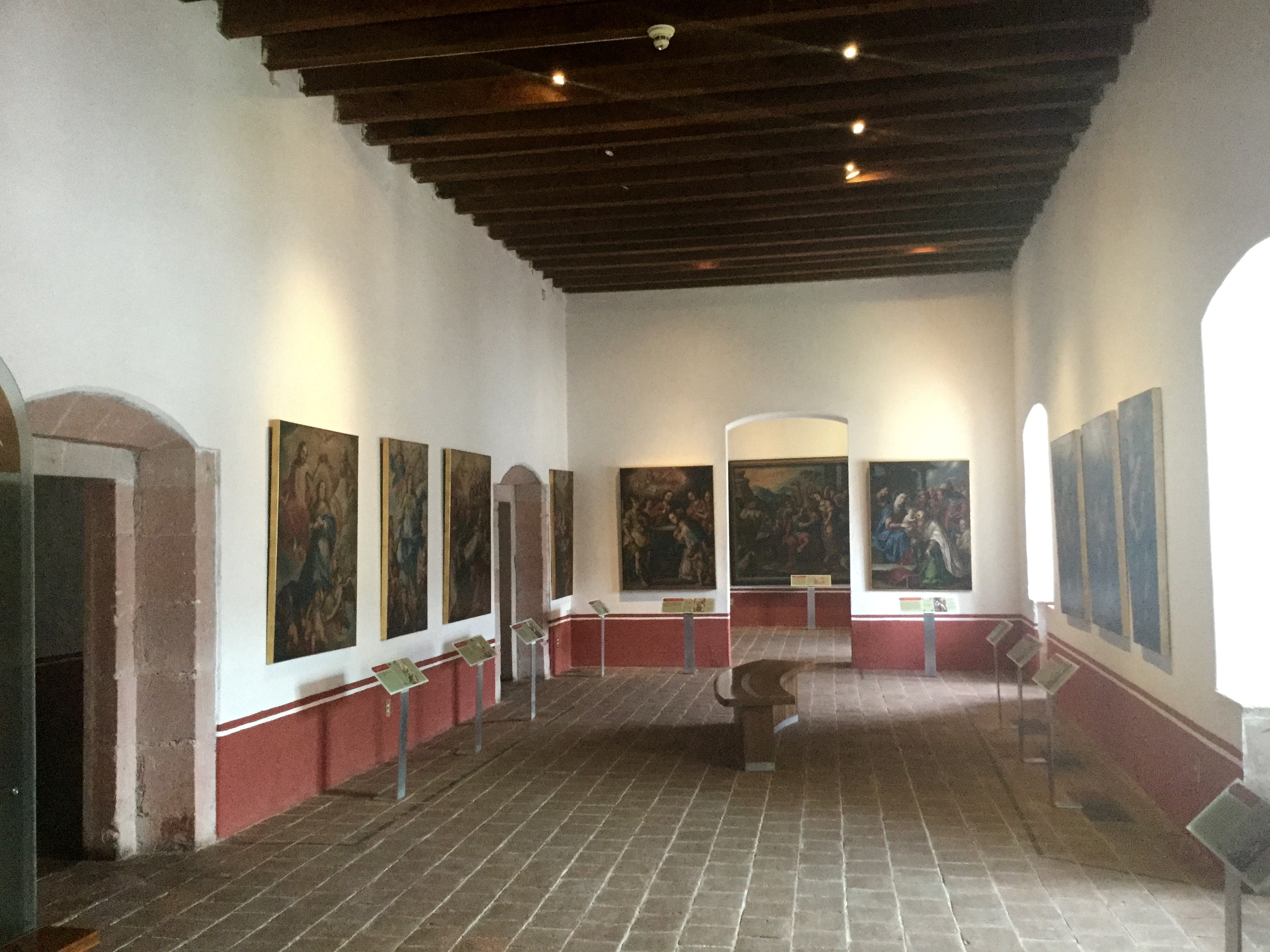
Entrada a la sala de Antonio de Torres
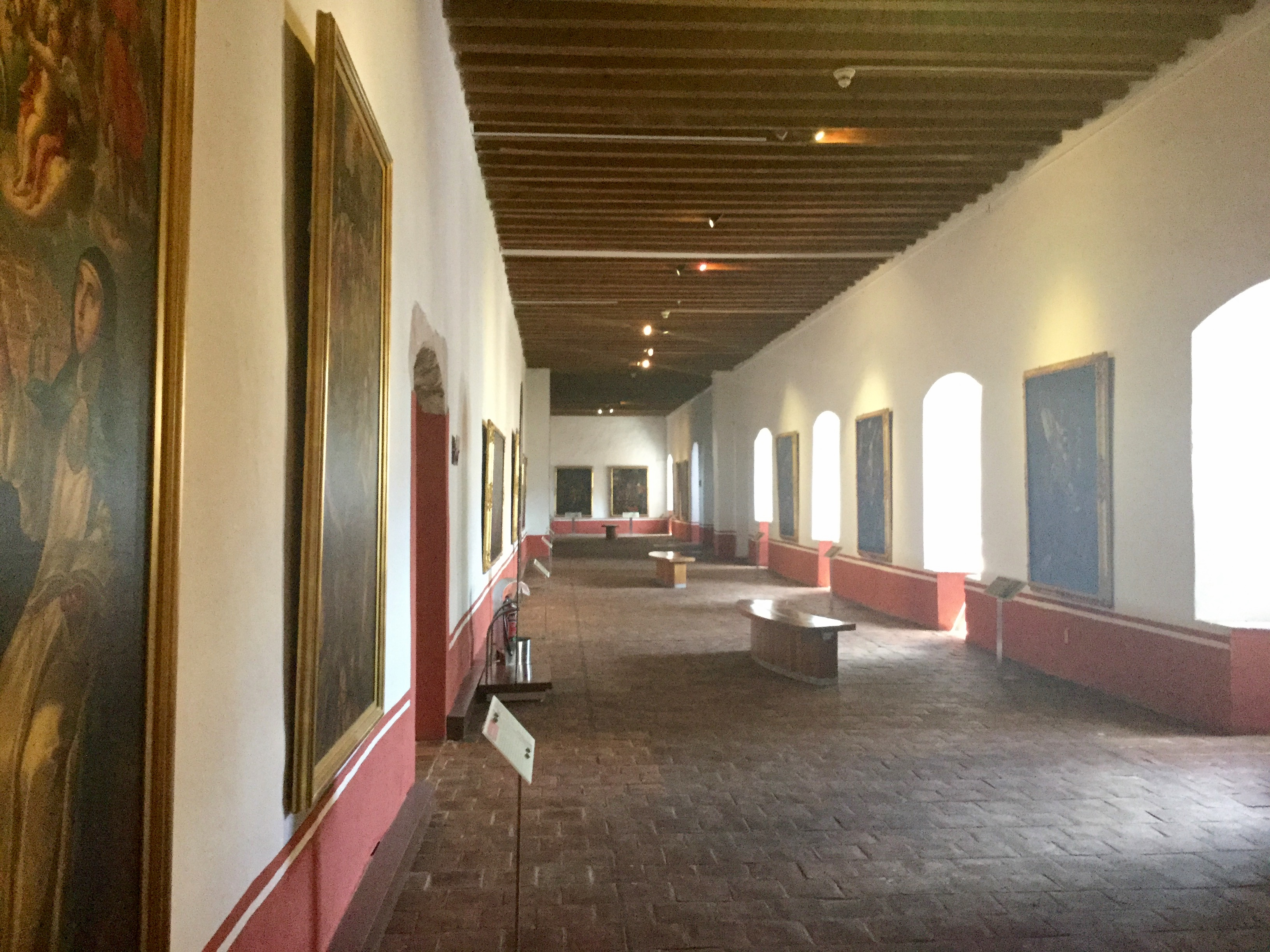
Sala de Cristobal de Villalpando
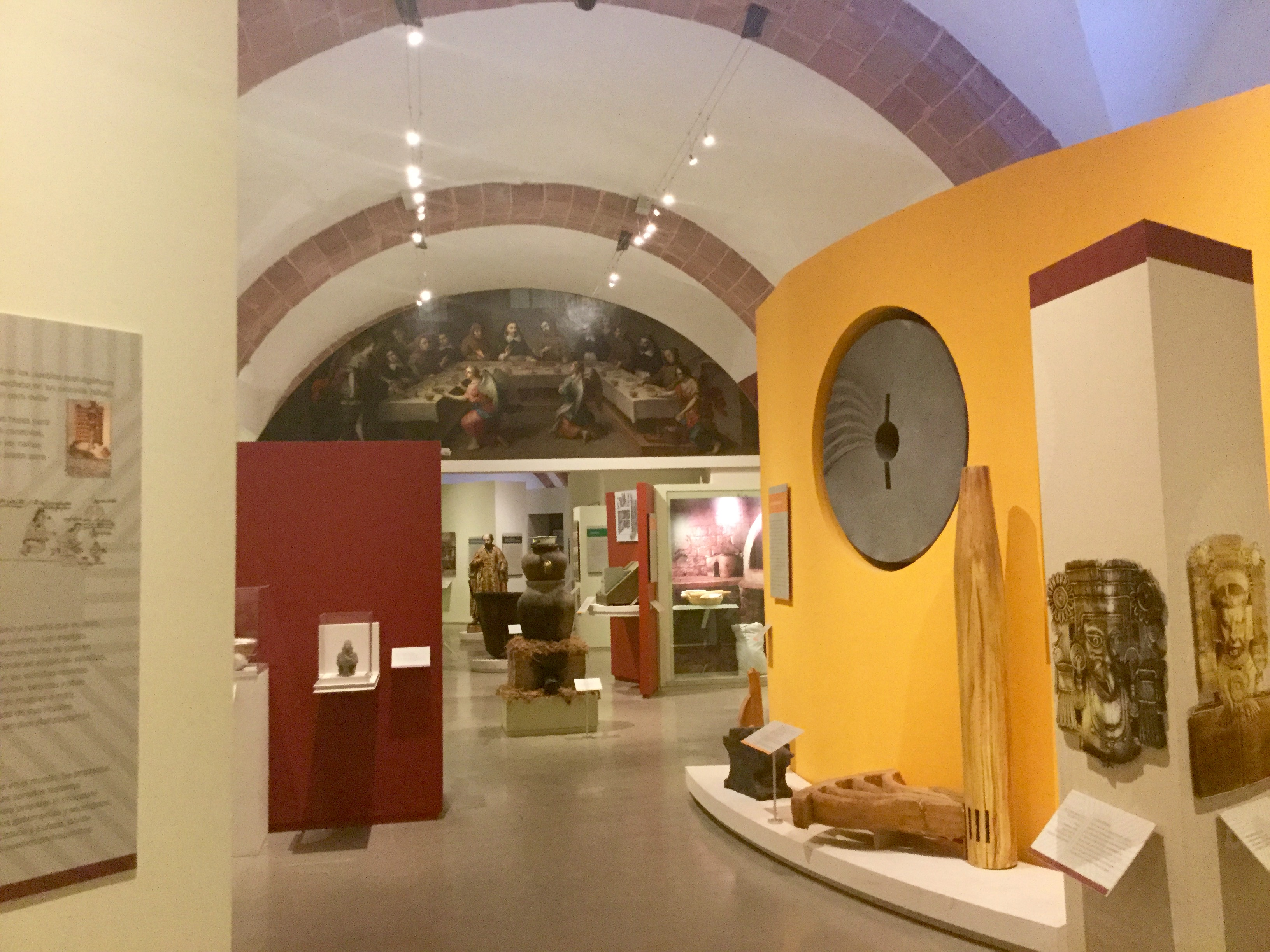
Exposición temporal

## Locación cinematográfica
El museo fue utilizado como una de las locaciones en el rodaje de la película mexicana Quemar las naves (2007).